# Neoclassicismo a Milano

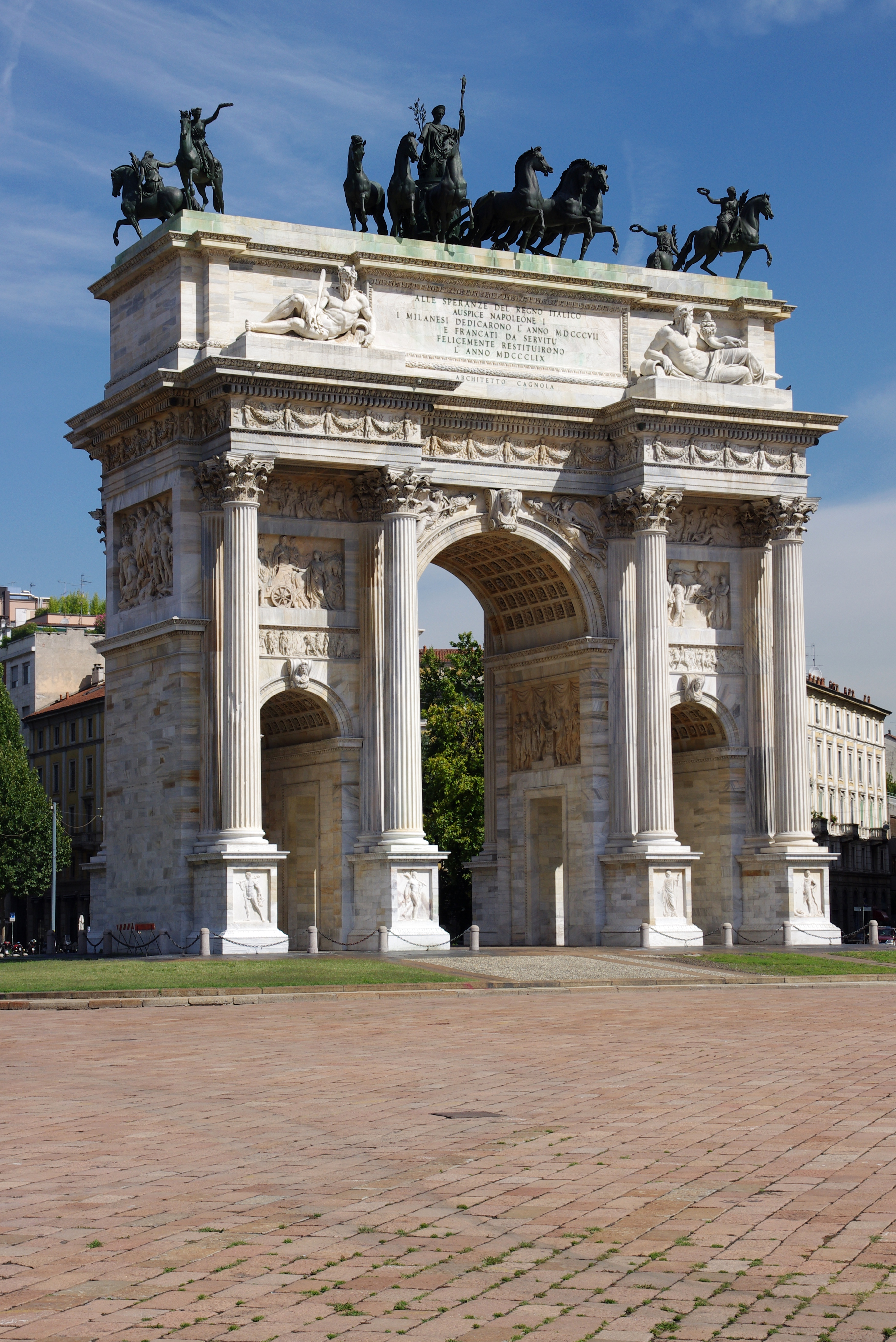
L'arco della Pace

Per Neoclassicismo a Milano si intende il movimento artistico principale della città tra la seconda metà del XVIII secolo e la prima metà del XIX secolo. Durante la fine del regno di Maria Teresa d'Austria, tutto il successivo Regno d'Italia napoleonico e la Restaurazione, Milano fu protagonista di una forte rinascita culturale ed economica, in cui il Neoclassicismo fu lo stile artistico dominante e la maggiore espressione. La stagione neoclassica milanese fu per questo tra le più importanti in Italia e in Europa.

## Introduzione

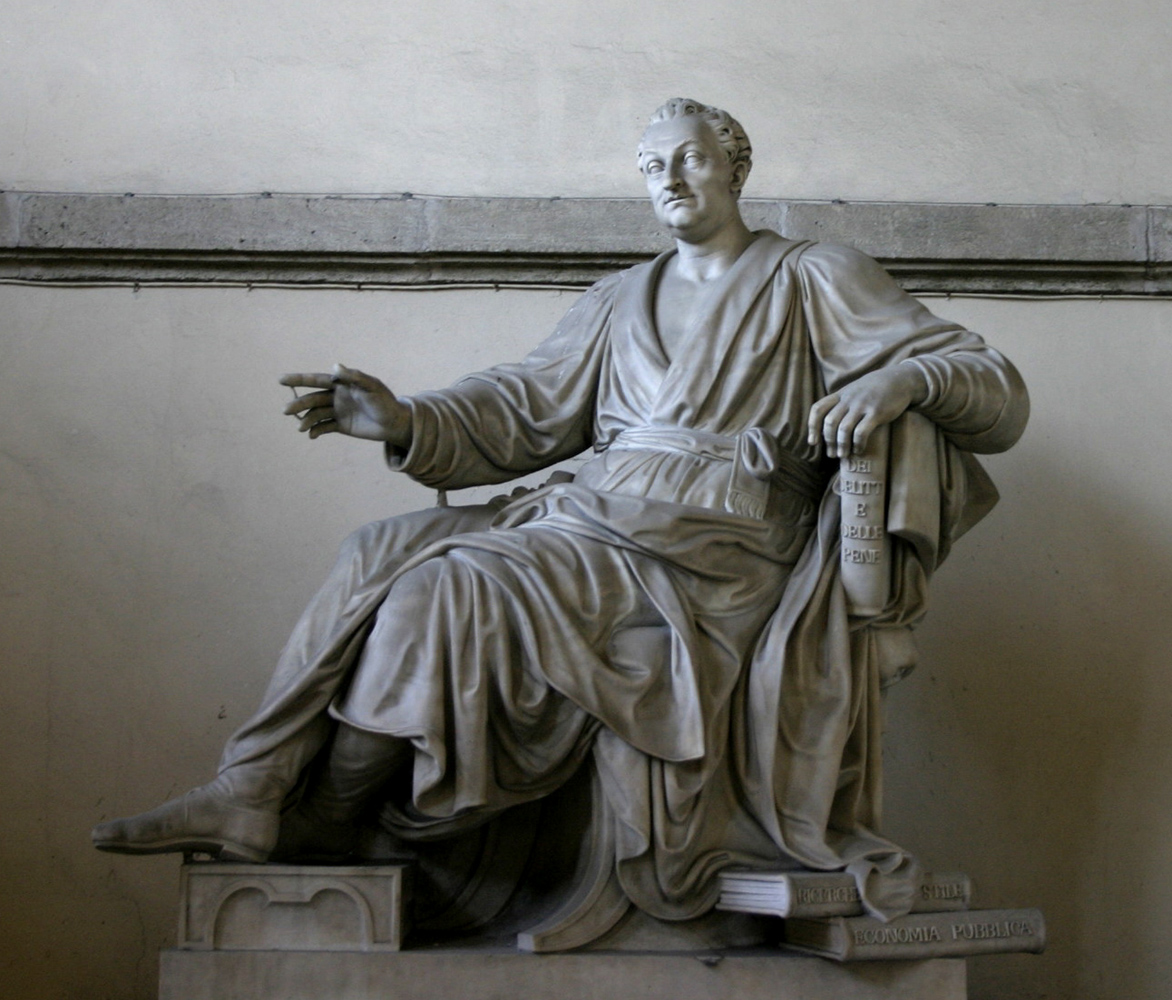
Pompeo Marchesi, Monumento a Cesare Beccaria, Accademia di Brera

Nei primi anni del XVIII secolo Milano passò dalla dominazione spagnola a quella austriaca, a seguito del Trattato di Rastadt nel 1714.
Sotto il regno di Maria Teresa d'Austria (1740-1780) e di Giuseppe II d'Austria (1765-1790), la città fu protagonista di una forte rinascita economica e culturale: l'imperatrice e il figlio, fortemente influenzati dalle teorie illuministiche, svolsero una notevole attività riformatrice. Anche grazie al governo illuminato e alle riforme, Milano si dimostrò aperta alle novità provenienti dall'Europa, e divenne in breve tempo un vivace centro intellettuale. Anche per questo fu uno dei principali centri dell'Illuminismo italiano: la città vide attivi i più famosi interpreti del movimento, come i fratelli Alessandro e Pietro Verri e Cesare Beccaria, e fu sede de Il Caffè e dell'Accademia dei Pugni, oltre che dell'Accademia dei Trasformati.
Le riforme interessarono vasti ambiti dell'assetto pubblico cittadino: in attuazione della riorganizzazione tributaria, la città si dotò di uno dei più moderni ed efficaci catasti in Europa, oggi conosciuto come il Catasto Teresiano.
Tra il 1765 ed il 1785 Giuseppe II attuò la soppressione di alcuni ordini religiosi; fu abolita l'inquisizione, furono soppresse le congregazioni degli ordini religiosi, tra cui l'ordine dei Gesuiti, e confiscati i loro beni che divennero della città, dove, avendo a disposizione vaste aree, si poté attuare una risistemazione urbanistica senza precedenti organizzata dall'architetto di corte Giuseppe Piermarini, che fece del Neoclassicismo lo stile della rinascita della città. Vennero aperti i primi giardini pubblici ed eleganti palazzi, ispirati alla nuova corrente artistica, vennero costruiti scegliendo opportunamente le zone di destinazione. Alcune tra le istituzioni milanesi più famose, come il Teatro alla Scala, il polo culturale di Brera e le riformate Scuole Palatine, furono create proprio in questo periodo.

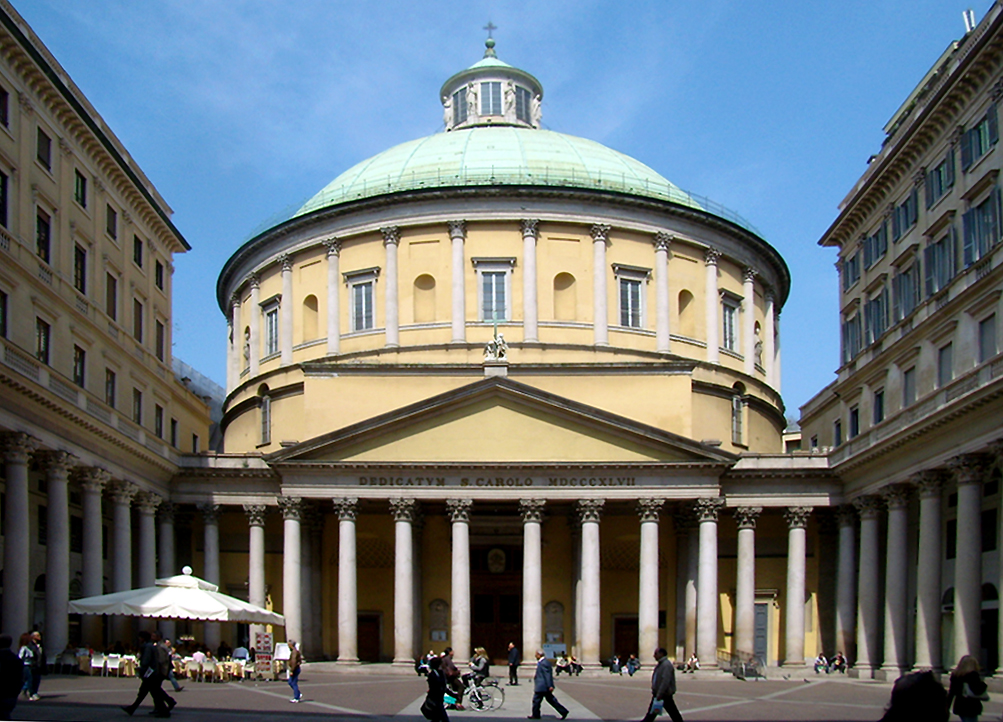
Piazzetta della chiesa di San Carlo al Corso

Nel 1796 con l'arrivo in Italia di Napoleone, l'arciduca Ferdinando d'Austria abbandonò la città, che dal 1800  passò in mano ai francesi. La dominazione francese non fermò l'eccezionale attività culturale milanese, la popolazione era in rapida crescita e nella città si incontravano alcuni tra i più grandi intellettuali italiani: da Melchiorre Gioia a Vincenzo Monti, da Alessandro Volta ad Ugo Foscolo e Silvio Pellico; venne inoltre inaugurato l'Istituto lombardo di scienze e lettere e furono fondati numerosi giornali nella città.
In quanto capitale del Regno d'Italia, per Milano vennero redatti numerosi progetti urbanistici con l'obiettivo di conferirle l'aspetto di capitale europea, tuttavia questi non trovarono piena attuazione. Da tempo la popolazione aveva presentato delle petizioni popolari per l'abbattimento del Castello Sforzesco e con decreto del 23 giugno 1800 Napoleone ne ordinò la demolizione. Essa venne parzialmente realizzata a partire dal 1801; in quello stesso anno l'Antolini fu incaricato di realizzare il Foro Bonaparte, l'architetto propose di rimaneggiare il castello in forme neoclassiche, ma a causa dei costi eccessivi per la realizzazione il progetto fu accantonato.

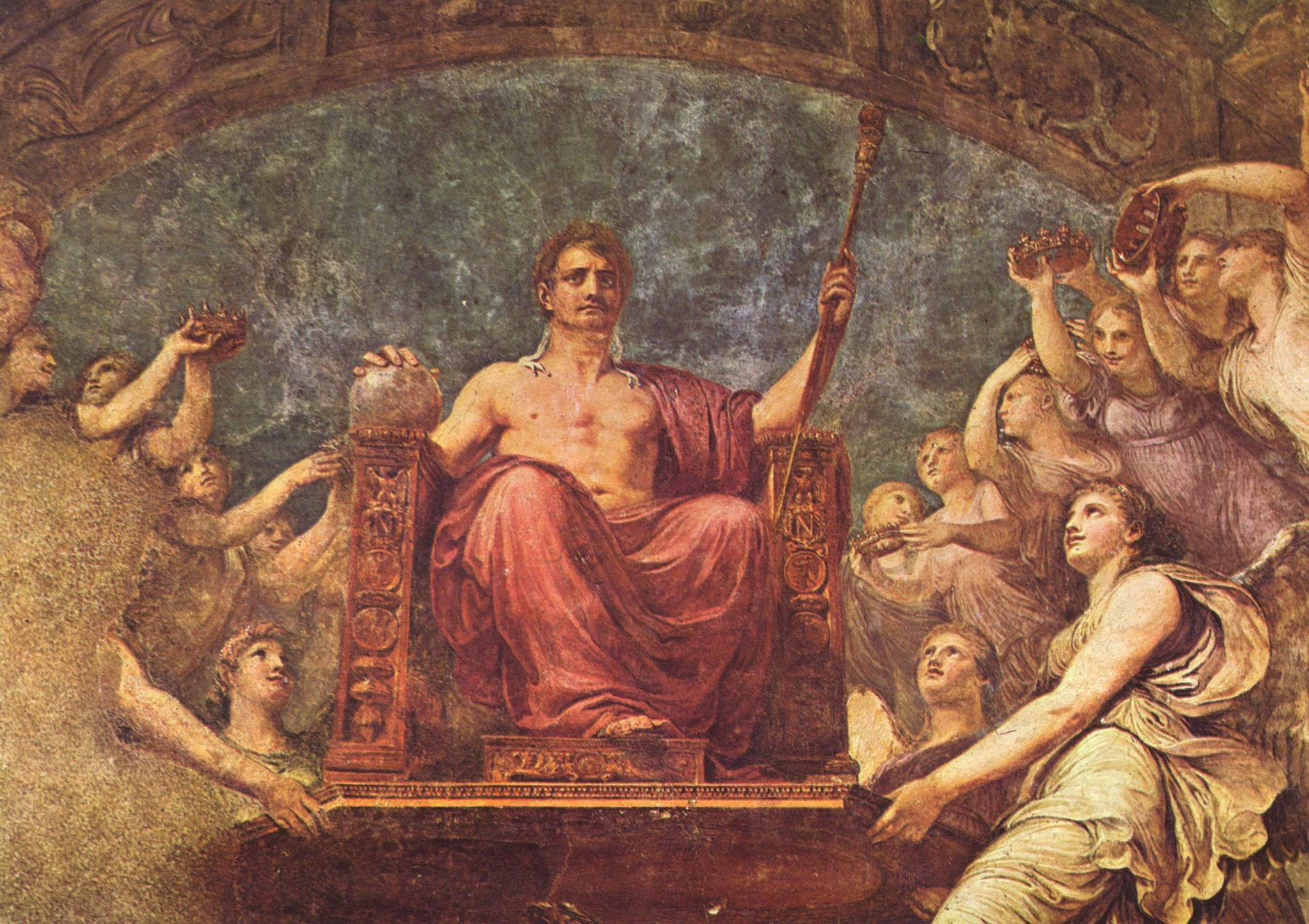
Andrea Appiani - Apoteosi di Napoleone, Palazzo Reale di Milano

Nel 1807 per decreto le municipalità di Milano e Venezia furono dotate di una Commissione di Ornato dotata di vasti poteri e ampia sfera di azione. La Commissione era composta dalle personalità più autorevoli presenti a Milano, fra questi il Cagnola e il Canonica. Il primo tema affrontato fu il Piano regolatore, redatto nello stesso anno. Fino al 1814 lo sviluppo della città fu regolato da quel piano che "si può considerare uno dei piani più moderni creati in Europa".
Con il ritorno degli austriaci, la città completò la sua affermazione culturale ed economica. Le attività di commercio e finanza fecero di Milano il principale polo economico italiano, mentre l'agricoltura del milanese, anche grazie al completamento di molte opere idriche da parte del governo, era tra le più sviluppate e moderne d'Europa: al tempo stesso la città divenne il maggiore centro editoriale e culturale d'Italia, vedendo l'operato di personaggi come Carlo Cattaneo, Cesare Cantù e Carlo Tenca. Milano presenta edifici e monumenti neoclassici frutto di committenza privata e pubblica: in primo luogo ciò è dovuto al forte legame presente tra illuminismo ed arte neoclassica, specie nelle architetture di carattere pubblico, e in secondo luogo al ruolo che l'architettura neoclassica giocò nella celebrazione delle rivoluzioni e delle gesta di Napoleone. Tali stagioni si conclusero inevitabilmente con la Restaurazione: il Neoclassicismo iniziò un lento declino, e fu infine sostituito dal gusto e dallo stile romantico  ed eclettico, lasciando tuttavia una importante eredità. In tale fiorente periodo, infatti, vengono poste le basi che consentiranno più tardi a Milano di affermarsi come capitale economica, e in certi periodi anche culturale, dell'Italia unita.

## Caratteri generali

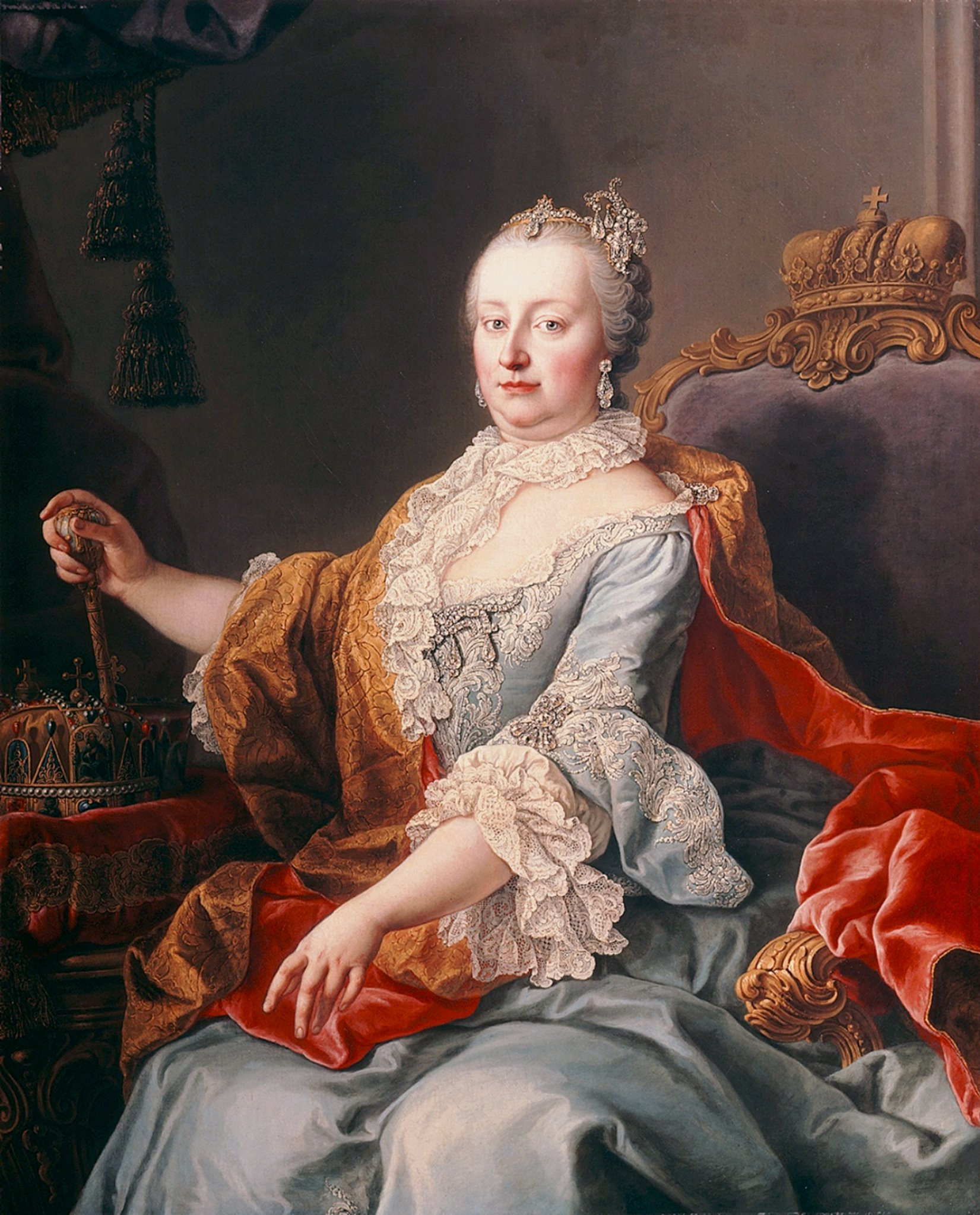
Maria Teresa, iniziatrice della stagione illuministica e neoclassica milanese

Il periodo neoclassico milanese può essere diviso in tre fasi, che corrispondono a tre definiti periodi storici, tra il Settecento e l'Ottocento: il periodo dell'Illuminismo austriaco, gli anni napoleonici, e infine la Restaurazione.
La stagione neoclassica milanese partì con qualche anno di ritardo rispetto alle principali concorrenti europee, principalmente per i problemi di successione al trono dell'impero austriaco, per i quali Maria Teresa fu lungamente impegnata. Il primo Neoclassicismo milanese, così come i suoi artisti, non si ispirarono tanto ai modelli classici dell'antica Roma o al Neoclassicismo romano, quanto alle esperienze già avviate in città come Londra, Parigi, Parma. Questo fu il periodo delle grandi opere pubbliche, come teatri, biblioteche, scuole e, in generale, grandi strutture di pubblica utilità, che vennero realizzate mettendo in opera i precetti di un governo illuminato: un periodo nel quale lo Stato e il governo stesso parteciparono in prima linea alla vita culturale e al progresso della città, promuovendo e finanziando nuove attività e premiando le opere e cittadini più meritevoli. I tratti di questo primo Neoclassicismo sono più sobri e severi, dove prevalgono strutture simmetriche e ordinate.
Il periodo napoleonico, da un lato si inserì con continuità rispetto al precedente, proseguendo le opere rimaste in sospeso sotto il governo austriaco, dall'altro si distinse per un carattere più monumentale e celebrativo, che rispecchiava la volontà di inserire Milano tra le grandi capitali europee:  si iniziarono allora a scorgere le prime influenze eclettiche e romantiche nelle architetture. Vale la pena citare in particolar modo le nuove arterie stradali e le nuove porte urbiche, che segnavano l'ingresso nella città. Venne quindi pianificato un elevatissimo numero di progetti per abbellire la città e celebrare le vittorie del generale Bonaparte; che, sia per il breve tempo del dominio francese, sia per il carattere decisamente ambizioso di alcune opere, verranno in gran parte accantonate.
Con la Restaurazione e il ritorno degli austriaci, si può osservare un riavvicinamento al precedente stile neoclassico, sebbene si assisté alla progressiva fine dei governi a stampo illuministico: in questi anni la scultura e la pittura assunsero un ruolo di primo piano, e vennero promosse mediante rassegne annuali e concorsi pubblici. Lo Stato assunse una linea meno laica rispetto ai due precedenti periodi, che doveva coincidere con un riavvicinamento alla chiesa, in cui vennero realizzati significativi interventi di restauro o rinnovo di chiese, soprattutto negli interni. Passati i primi anni della Restaurazione, i tempi del Neoclassicismo più puro erano già lontani e in molti artisti si potevano già individuare i tratti tipici dell'arte romantica che sarebbe venuta pochi anni dopo: verso la fine degli anni trenta dell'Ottocento l'esperienza neoclassica milanese poté definirsi conclusa.

## Le grandi opere cittadine
Per la prima volta dopo il fallito tentativo rinascimentale, l'urbanistica neoclassica si propose di rinnovare la città di Milano nella sua interezza: si assisté ad un punto di rottura con i precedenti sviluppi, che si erano distinti per opere, seppur di grande valore artistico, isolate tra di loro e spesso lasciate all'iniziativa dei singoli privati. Lo sviluppo della città fu quindi pianificato razionalmente secondo rigidi canoni e criteri generali e supervisionato nella sua interezza dalla commissione d'ornato. Alcune opere, si distinguono tuttavia per l'alto valore artistico o culturale.

### Palazzo Reale

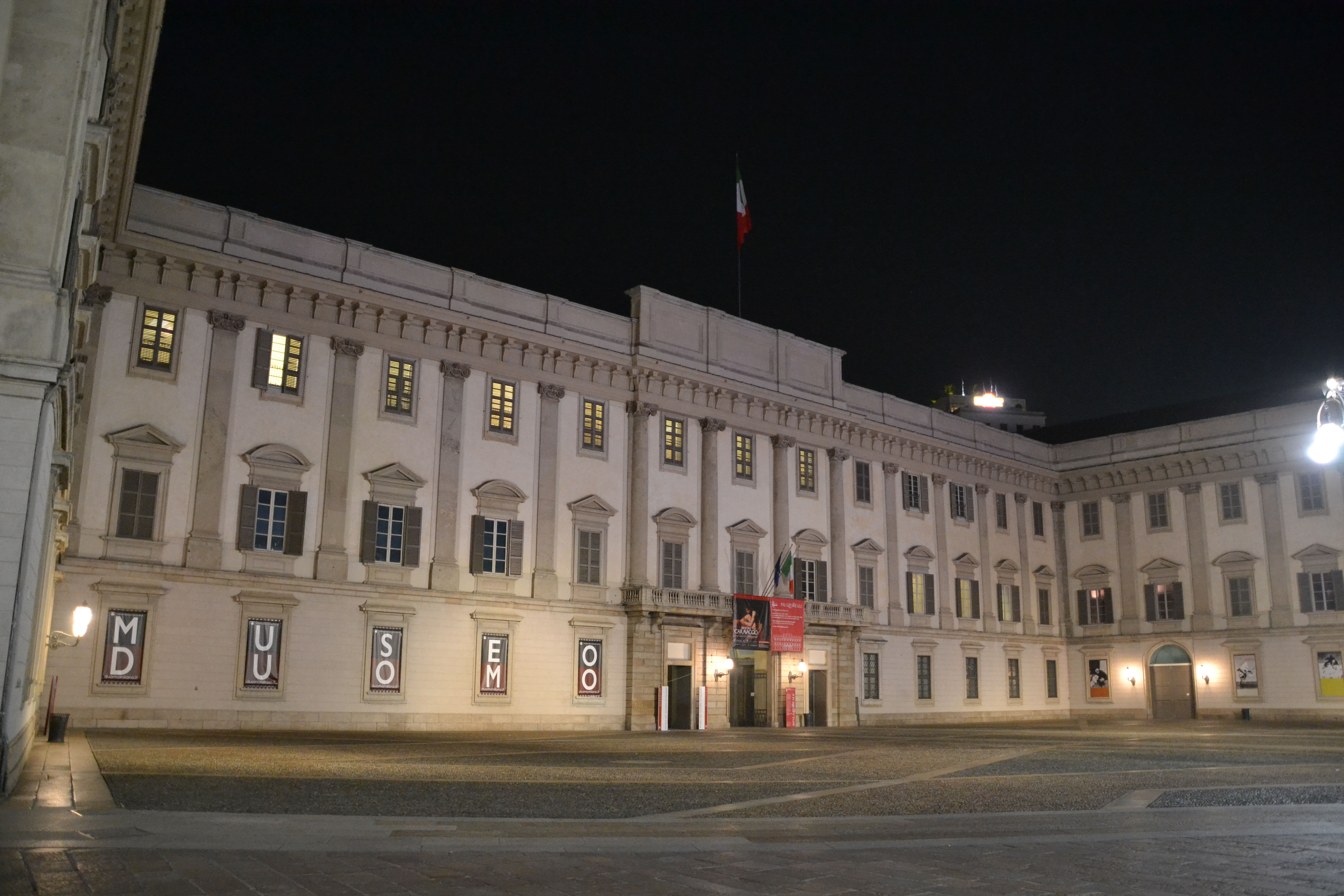
Facciata principale di Palazzo Reale

All'arrivo degli austriaci a Milano, il palazzo reale, sede del potere nella città, era ormai vecchio e del tutto inadeguato ad ospitare una corte di una città come Milano, destinata a diventare la seconda città per importanza nell'impero austriaco. Al proprio insediamento, l'arciduca Ferdinando, figlio di Maria Teresa, si adoperò per dare alla corte una sede rinnovata: il nuovo palazzo, avrebbe dovuto dare prestigio alla città, oltre che una nuova sede degna dell'importanza della corte. Il progetto iniziale prevedeva un nuovo palazzo a fabbrica rettangolare tra la cerchia dei navigli e la porta orientale della città, tuttavia si decise per un restauro del palazzo originale. Per il progetto venne quindi chiamato Luigi Vanvitelli, che presentò tre differenti progetti; che furono tutti bocciati, in quanto ritenuti troppo costosi. Nel 1769 il Vanvitelli lascia però la direzione del progetto a favore del suo giovane allievo Giuseppe Piermarini, a cui si deve l'attuale aspetto del palazzo.

Per prima cosa il Piermarini aprì l'attuale piazzetta reale demolendo un'ala del palazzo e si dedicò al rifacimento dell'aspetto esterno. Il risultato che si può oggi osservare è una facciata dalle linee molto sobrie, divisa su due ordini: il primo piano con finestre lisce con cornicioni di pietra e un piccolo zoccolo in bugnato, gli altri due con lesene lungo tutta la facciata, con finestre dai timpani alternamente triangolari e curvi, gli interni vennero invece rifatti completamente; superando l'ingresso si accede alla corte che dà sullo scalone monumentale dal gusto barocchetto: per realizzare questa parte di palazzo fu necessario demolire la facciata della chiesa di San Gottardo in Corte e occupare la piazzetta antistante ad essa; per gli arredi e le decorazioni vennero invece chiamati i più celebri artisti, decoratori ed ebanisti dell'epoca. La costruzione della struttura esterna fu completata nel 1778, mentre per gli interni il lavoro sarebbe andato avanti per molti anni.

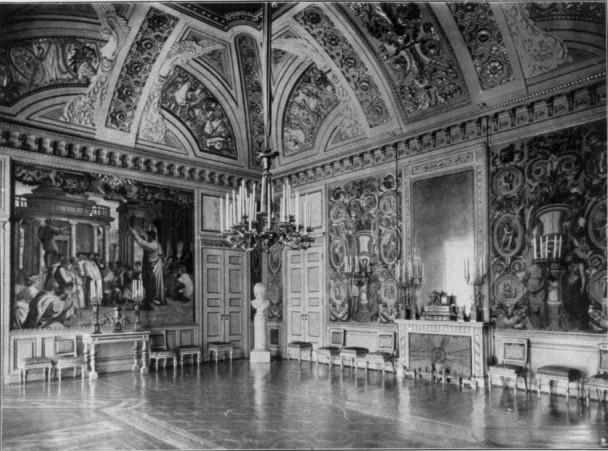
Interni di Palazzo Reale in una foto storica

Con l'arrivo di Napoleone, il Piermarini venne estromesso dai lavori di palazzo, affidati quindi a Luigi Canonica, che costruì la cosiddetta "ala lunga" del palazzo, in seguito demolita per la costruzione del Palazzo dell'Arengario. L'architetto aggiunse arredamenti e decorazioni ancora più fastose delle precedenti; il palazzo venne adornato con stucchi, gallerie di busti e quadri, che culminavano nel ciclo di affreschi dei Fasti di Napoleone di Andrea Appiani. Con la Restaurazione, il palazzo fu nuovamente abbellito da Francesco Hayez, che dipise la volta della sala delle Cariatidi con il ciclo di affreschi de Le glorie di casa Asburgo, che celebrano le nozze di Ferdinando. Il risultato finale fu uno tra i più fastosi interni in tutto il panorama Neoclassico italiano.
Purtroppo degli arredi originale, delle decorazioni e degli affreschi dell'epoca, rimangono pochissime tracce, per via dei gravi danni causati dai bombardamenti alleati nella seconda guerra mondiale, che non risparmiarono gli interni e il palazzo stesso.

### Brera
Nel 1773, con la soppressione dell'ordine dei Gesuiti, la città si trova a disposizione il grosso corpo di fabbrica di Palazzo di Brera, dove era precedentemente alloggiato l'ordine: viene così colta l'occasione per trasformare il palazzo da struttura ecclesiastica a pubblica istituzione. Nella struttura vengono riunite e fondate varie istituzioni; in pochi anni si vede la nascita dell'Accademia di Belle Arti e della Biblioteca Braidense, mentre la specola astronomica, dapprima solo trasferita nel palazzo, confluisce nel moderno Osservatorio Astronomico di Brera, e l'orto botanico prende il posto della spezieria dei Gesuiti. Per dare spazio e razionalizzare le attività, nel 1774 la risistemazione e il completamento del palazzo vengono affidati a Giuseppe Piermarini: l'architetto di corte si occupa del progetto di una nuova ala del palazzo e da un nuovo aspetto della facciata, completata con il monumentale portale d'ingresso con colonne doriche sovrastate da una balconata. Vengono rivisti anche gli interni dal punto di vista funzionale, compresa la biblioteca, che viene spostata per via della crescente mole di volumi acquisiti, e l'orto, per il quale vengono progettate delle serre. Nel 1784 le sistemazioni più grandi sono concluse, e vengono affidati alcuni incarichi minori a Leopoldo Pollack.

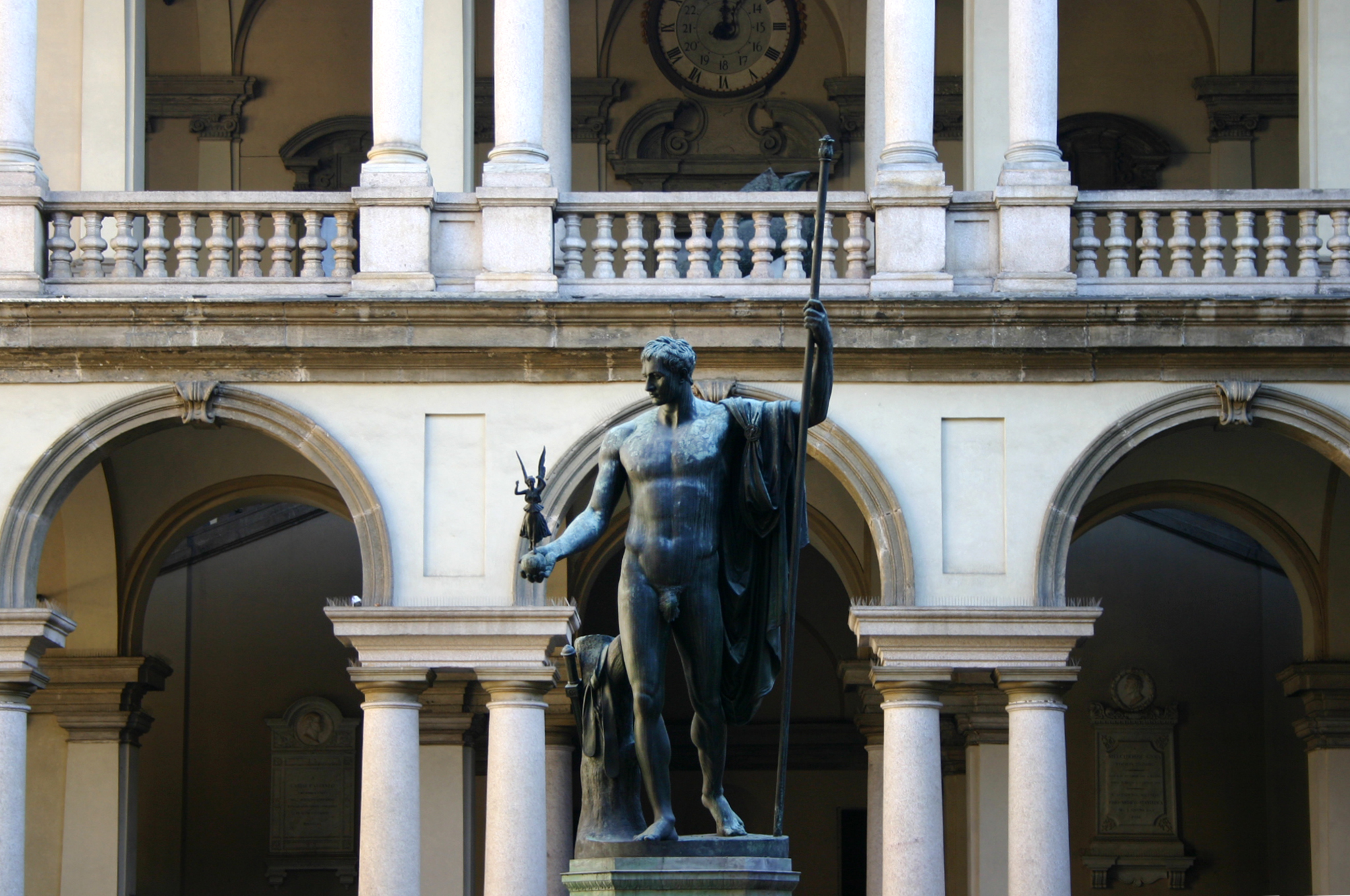
Statua di Napoleone nel cortile di Palazzo Brera

Con l'arrivo di Napoleone, l'accademia di belle arti diventa ufficialmente Accademia nazionale, e viene fondata la Pinacoteca di Brera; nel 1806, al fine soprattutto di creare nuovi spazi per la pinacoteca, viene redatto un piano di sistemazione interna ad opera dell'architetto Pietro Gilardoni, che oltre ad una nuova sistemazione dei locali dell'osservatorio, crea gli spazi per il nuovo Istituto lombardo di scienze e lettere e progetta altre serre per l'orto botanico. A far le spese per la necessità di nuovi spazi è la vicina Chiesa di Santa Maria in Brera, la cui facciata viene demolita, e gli interni risistemati secondo i canoni neoclassici per i musei, per far posto alle Sale Napoleoniche. Risale invece al 1811 la statua in bronzo fuso di Napoleone Bonaparte come Marte pacificatore realizzata dai fratelli Righetti su modello dell'originale in marmo di Antonio Canova. Con il ritorno degli austriaci, il palazzo vede interventi di sistemazioni minori e alcuni ampliamenti, questa volta privilegiando la monumentalità degli spazi rispetto alla funzionalità e alla didattica.

### Teatro alla Scala
Nel 1775 un incendio distrusse il Regio Teatro, situato in un'ala del palazzo reale: la società dei palchettisti, assieme all'arciduca Ferdinando, colse l'occasione per la costruzione di un nuovo prestigioso teatro. L'incarico della costruzione venne affidato a Giuseppe Piermarini nel 1776: subito scartata l'ipotesi di edificazione sul terreno precedente, l'architetto assieme ai committenti decise di sfruttare lo spazio ricavato dalla soppressione del convento di Santa Maria della Scala, da cui il nome Teatro alla Scala. Venne innanzitutto stabilita la costruzione in mattoni al posto del legno, e il numero di ordini di palchi venne portato a sei: la struttura avrebbe compreso locali aggiuntivi per varie funzioni, come una sala da ballo e la sala da gioco, assieme a botteghe interne, caffè e ristoranti. Venne poi pensato, rivelandosi allora decisamente innovativo almeno nel panorama dei teatri italiani, un portico per l'ingresso delle carrozze: motivo per cui si realizzarono alcuni abbattimenti per realizzare la via ora conosciuta come via Santa Redegonda, al fine permettere ai mezzi di raggiungere agevolmente il teatro, prima di allora collegato da vie strette e tortuose di impianto medioevale.

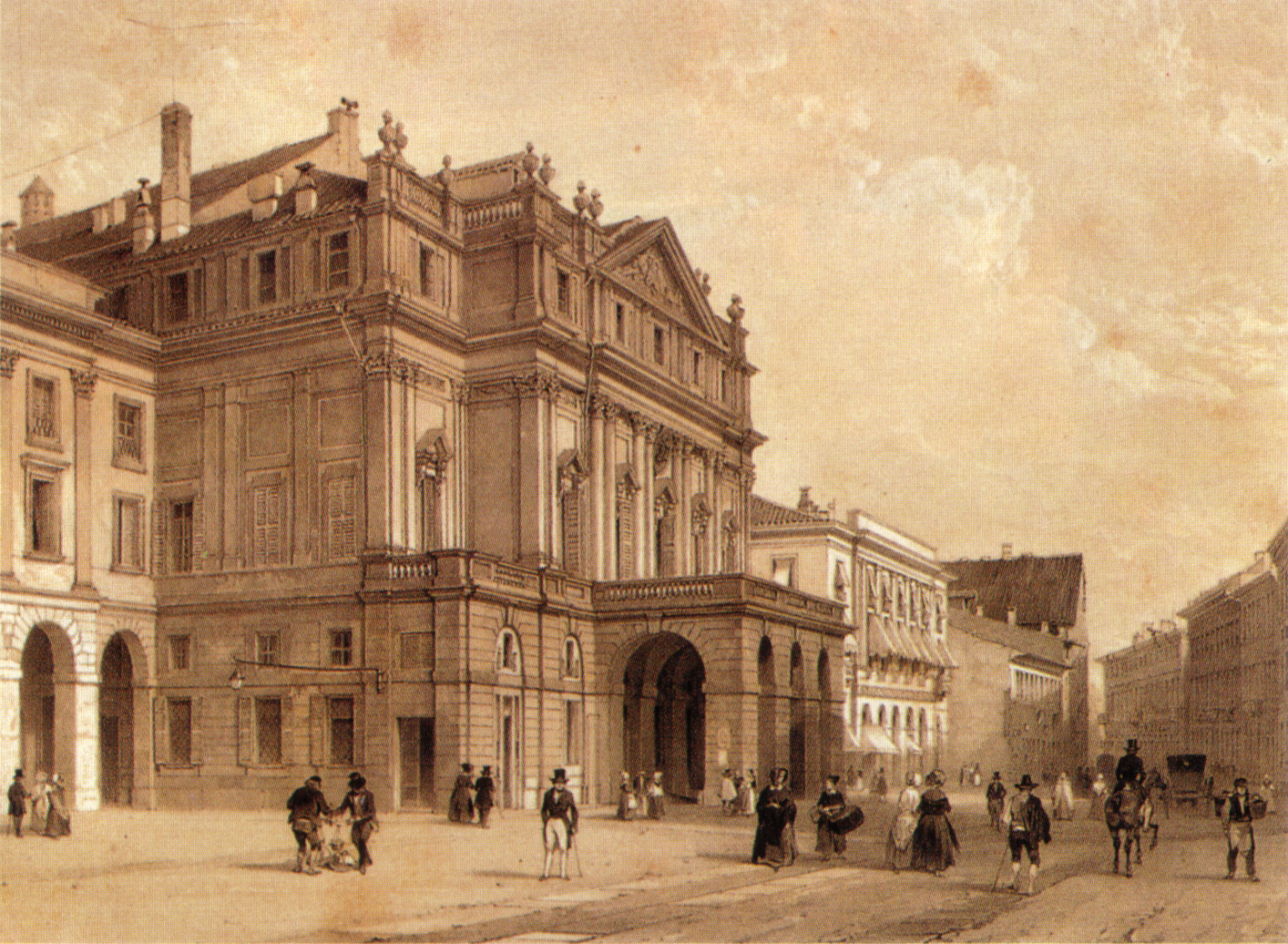
Il Teatro alla Scala in una stampa ottocentesca

L'edificio fu quindi progettato in tre parti distinte per adempiere ai criteri sopra menzionati. La prima parte, costituita da un avancorpo, conteneva al piano terra le varie botteghe, le sale d'aspetto e l'atrio, mentre ai piani superiori il ristorante e il laboratorio di scenografia. Nella seconda parte vie era la sala del teatro: i palchi vennero divisi in camerini e la platea resa pianeggiante per poter essere usata anche come sala da ballo. La terza, ovvero il palcoscenico, fu progettata a tre navate, con due vani laterali piuttosto ampi per lasciare spazio alle quinte. Per la sala a forma di ferro di cavallo il Piermarini si ispirò alle forme e ai rapporti del Teatro di corte della Reggia di Caserta, modificandone la curvatura per migliorare la visibilità e l'acustica. Riguardo proprio l'acustica, furono effettuati una serie di interventi per migliorarla ulteriormente: per prima cosa fu scelto come soffitto una volta di legno finemente decorata e affrescata, che funse da cassa di risonanza naturale, consentendo un'acustica pressoché perfetta in ogni punto della sala, considerata tra le migliori dei suoi tempi, mentre un altro piccolo accorgimento fu di diminuire sensibilmente le dimensioni delle colonne, solitamente giganti, che separavano i vari palchi. Per la decorazione della sala l'architetto di Foligno si rivolse ad artisti di spicco come Giuseppe Levati e Giocondo Albertolli e si consultò talvolta con il poeta Giuseppe Parini. Negli anni il teatro vide numerose risistemazioni durante gli anni napoleonici, per perdere negli anni ancora successivi i suoi interni neoclassici sotto l'opera di vari artisti, tra i quali vale la pena di menzionare il pittore Hayez.
Il fronte del teatro fu la parte che impegnò di più il Piermarini, la soluzione fu quella che si presenta oggi a nostri giorni: il pian terreno è in bugnato di granito, che comprende il portico a terrazza con tre arcate; al piano superiore la facciata è decorata da un ordine di doppie colonne coronate dalla trabeazione. Infine l'attico, in cui le lesene sostituiscono le colonne, è sormontato da una serie di vasi fiammati, interrotti al centro dal timpano decorato da un bassorilievo in stucco di Giuseppe Franchi, rappresentante l'allegoria de Il carro del Sole inseguito dalla Notte, sempre su disegno del Piermarini. Risale invece al 1828 il corpo di fabbrica a lato della struttura originaria, disegnata dall'ingegner Domenico Giusto. Nel 1858 si ebbe invece l'apertura di piazza Scala, conseguente a demolizioni di edifici minori, il cui grande spazio snaturò gli studi prospettici del Piermarini, che aveva progettato la facciata del teatro per essere osservata di scorcio in spazi più stretti. Come gran parte della città, il teatro subì pesanti danni durante i bombardamenti alleati, per poi essere uno dei primi edifici ad essere ricostruiti.

## Il rinnovamento dei bastioni
Da secoli, pratica comune nelle leggi edilizie è quella di imporre un'altezza massima alla costruzione di edifici, pari all'altezza del campanile più alto della città. È possibile capire da alcune leggi e abitudini del governo austriaco quanto questo fosse attento alla pianificazione e al nuovo aspetto della città. Una legge del XVIII secolo infatti impose non solo che gli edifici fossero più bassi del più alto campanile della città, bensì che gli edifici costruiti nella parte a nord della città fossero sufficientemente bassi da permettere la vista delle Alpi, da qualsiasi punto si passeggiasse lungo i Bastioni; il che di fatto significava avere edifici di due o al massimo tre piani: tale norma veniva comunemente chiamata servitù del Resegone. Sempre nella contrada di porta Orientale, due aneddoti lasciano ancora intendere l'attenzione al paesaggio da parte del governo: nel primo caso, nell'attuale piazza Oberdan, al posto di un arco trionfale centrato all'inizio del corso, fu scelta una soluzione con due caselli daziari simmetrici, in modo da non impedire la prospettiva del corso di porta Orientale, che si concludeva proprio su una suggestiva vista delle Alpi. Più curioso invece il secondo aneddoto, secondo cui l'amministrazione cittadina obbligò il conte Serbelloni, nel costruire il suo nuovo palazzo all'angolo tra il corso e via Senato, ad optare per una soluzione ad angolo smussato, per permettere un più agevole passaggio alle carrozze e migliorare la vista prospettica della via.
Tra i principali interventi dell'urbanistica neoclassica, trovò rilievo la conversione della cinta muraria, ormai inutile ai fini difensivi, in camminamenti panoramici e la trasformazione dei precedenti caselli daziari in raffinati monumenti.

### I giardini di porta Orientale
Teatro delle più profonde modifiche fu la zona di Porta Orientale, oggi Porta Venezia, la cui via fu l'asse privilegiato per i primi lavori di ammodernamento austriaci, giacché situato sulla strada per Vienna: lungo questa via vennero realizzati i primi giardini pubblici della città, oggi noti come i Giardini di Porta Venezia, rinominati nel 2002 Giardini Indro Montanelli.
Assegnati ancora una volta i lavori all'architetto di corte Giuseppe Piermarini, in origine i giardini erano previsti in funzione del nuovo palazzo reale che sarebbe sorto nella zona, per poi diventare parte del Piano dei Giardini Pubblici dopo la decisione di abbellire il palazzo reale già esistente. I giardini, ridimensionati rispetto alla precedente proposta, furono costruiti su un'area di verde ottenuta dalla soppressione di due conventi, oltre all'acquisizione degli orti della famiglia Dugnani e del Collegio Elvetico: fu creato un vero e proprio sistema di connessione tra il giardino, e le rispettive vie adiacenti, creando vari percorsi di passeggio, come la via che divenne nota come dei Boschetti, o la scalinata sull'attuale via Vittorio Veneto che portava dapprima sui Bastioni spagnoli e poi all'ingresso del parco. Sebbene l'aspetto attuale del parco sia principalmente dovuta alle risistemazioni tardo ottocentesche, all'inglese, si può ancora notare l'impianto neoclassico piermariniano della passeggiata che collega i Boschetti con la scalinata su via Vittorio Veneto. Andò invece perduto l'edificio di uno dei due conventi soppressi, dapprima ristrutturato dall'architetto di corte e adibito al gioco del pallone, poi usato per le feste cittadine dal governatore Eugenio Beauharnais e infine demolito per lasciar spazio al Museo di Storia Naturale.
A lato dei boschetti è possibile trovare un altro giardino: si tratta del giardino della Villa Belgiojoso Bonaparte. La villa, commissionata al Piermarini dal conte Barbiano, venne affidata all'allievo Leopoldo Pollack nel 1790; che progettò un edificio dalle forme ispirate alla villa lombarda, con la facciata interna al giardino e quella esterna profondamente diverse. La facciata sulla strada è di realizzazione più semplice: il corpo principale assieme a 2 laterali crea la corte di ingresso, separata dalla strada da tre archi scanditi da colonne ioniche. La parte centrale è decorata da una loggia leggermente sporgente con colonne doriche che sorreggono cornicione e balaustrata ornata da statue di divinità pagane. La facciata sul giardino, decisamente più studiata è divisa su due ordini, il pian terreno fatto in bugnato che sorreggo i due piani superiori, scanditi da colonne doriche lesene, con le finestre separate, in assenza di timpani, da cornici con bassorilievi a soggetto mitologico. Anche in questo caso si possono individuare due corpi di fabbrica laterali, questa volta meno sporgenti e sormontati da timpani triangolari con bassorilievi raffiguranti rispettivamente le allegorie de Il carro del Giorno e Il carro della Notte. Come fece il suo maestro per il Teatro alla Scala, Leopoldo Pollack si fece aiutare da Giuseppe Parini nella scelta dei temi delle decorazioni; tuttavia la novità della villa è l'esser stata concepita in funzione del giardino all'inglese in cui è immersa.

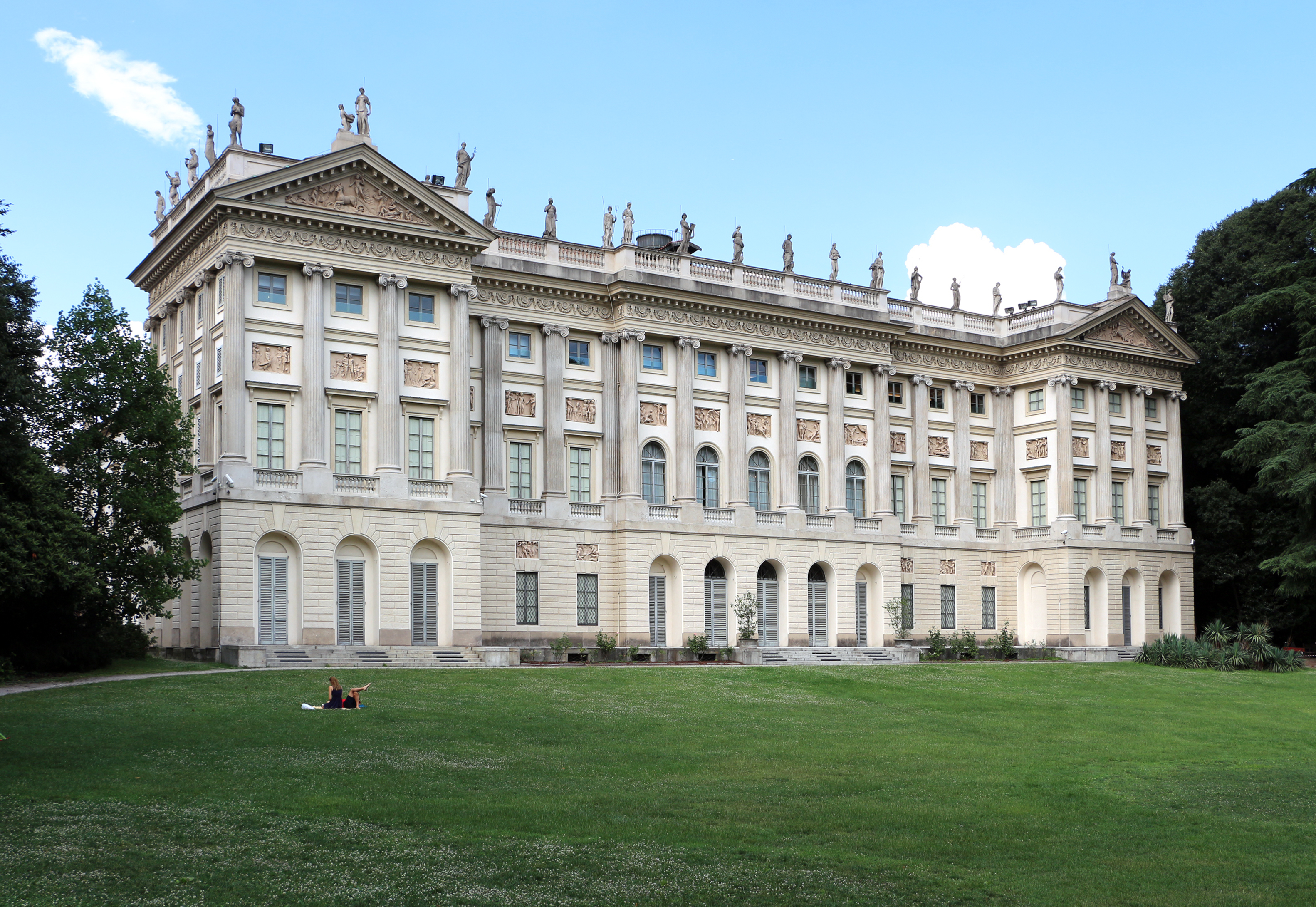
Facciata della Villa Reale sul giardino

Gli interni, a parte qualche ritocco minore di gusto romantico, mantengono un aspetto neoclassico. Degni di nota sono il salone d'onore al primo piano che dà sul giardino, decorata con colonne corinzie e stucchi, e la sala da pranzo affrescata da Andrea Appiani raffigurante il Parnaso, risalente al 1811. Il parco della villa è il primo esempio di giardino all'inglese
a Milano, le piante furono disposte in modo irregolare, e il terreno disposto ad alture; furono creati dei vialetti naturali lungo corsi d'acqua e un laghetto, progettato in modo che non si potesse vedere lo specchio d'acqua per intero da qualsiasi punto di osservazione lungo le rive, alimentati dal vicino naviglio. Furono inoltre installati un tempietto monoptero, una finta rovina: durante il periodo napoleonico il giardino era conosciuto come luogo di feste e banchetti. Il committente usò molto poco la villa, che poco dopo il suo completamento venne venduta dalla Repubblica Cisalpina e donata a Napoleone, che vi trasferì il governatore Eugenio Beauharnais con la moglie; al ritorno degli austriaci fu residenza di viceré e governatori, per poi diventare di proprietà dei Savoia con l'unità d'Italia. La famiglia reale utilizzò di rado la sistemazione, tanto che nel 1921 il comune vi trasferì la Galleria d'arte moderna.

### I bastioni e le porte urbiche
Con i moderni strumenti di guerra, le mura delle città di tutta Europa erano diventate inutili e come nelle altre città, a Milano inizia la demolizione dei bastioni, per ricavarne passeggiate o semplicemente spazio, mentre le porte, un tempo unicamente viste come passaggio concesso nella cinta muraria, vengono abbattute per lasciare spazio a veri e propri monumenti, ispirati agli archi trionfali dell'Antica Roma.

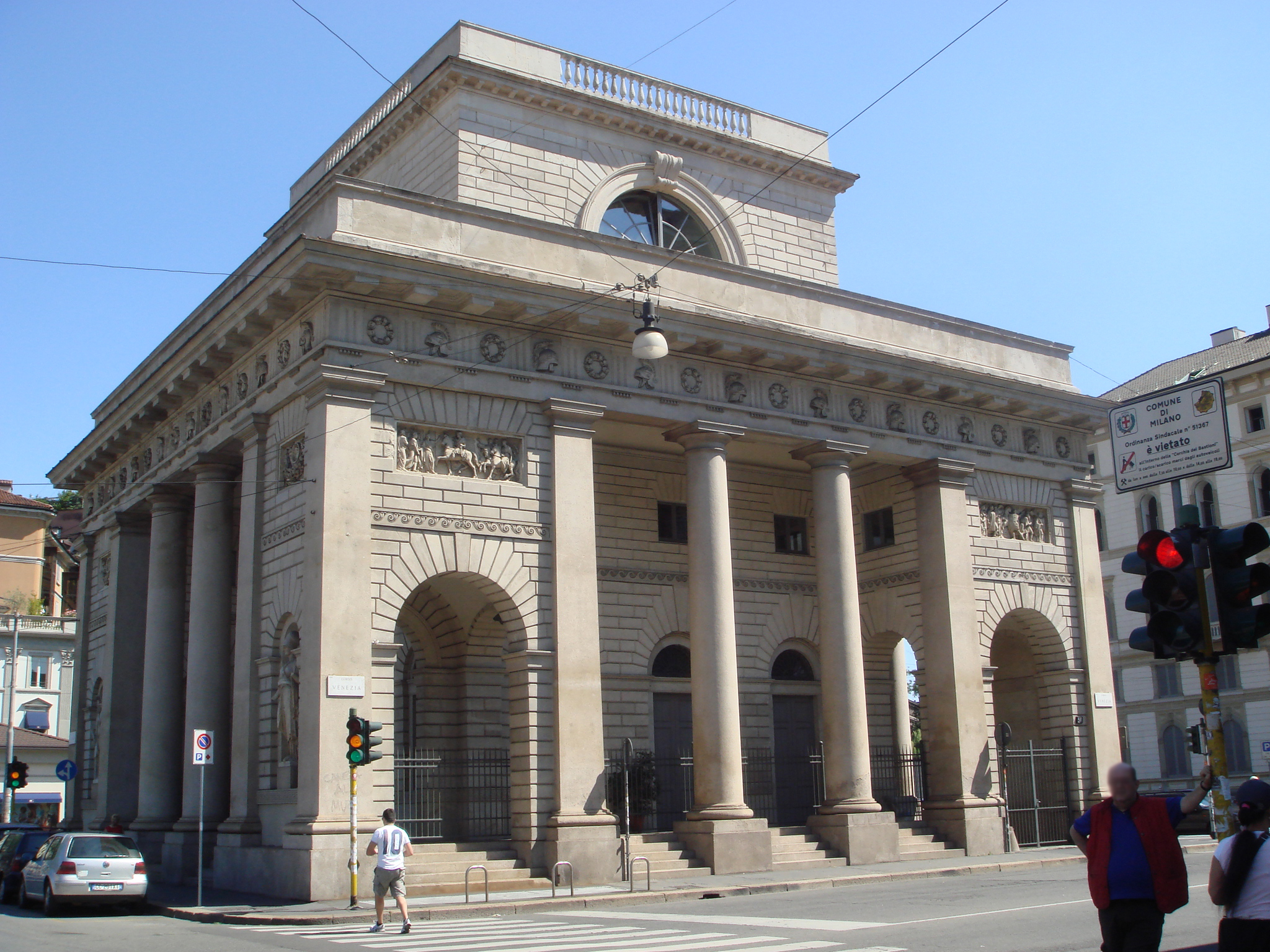
Casello daziario di Porta Venezia

Tra tutte le porte e gli archi trionfali edificati durante il periodo neoclassico, il più celebre nonché imponente e monumentale è sicuramente l'Arco della Pace; costruito durante il Regno d'Italia alla fine della strada del Sempione, che doveva essere l'asse principale di collegamento tra la città e la Francia, alle cui dipendenze era soggetto il Regno. La costruzione iniziò nel 1805 su progetto di Luigi Cagnola, per poi essere sospesa pochi anni dopo, ed essere concluso su interesse di Francesco I d'Austria nel 1816, che intitolò l'arco alla pace europea raggiunta l'anno prima con il Congresso di Vienna. L'arco è impostato su tre fornici, con 4 colonne giganti di ordine corinzio su entrambi il fronti; sulla trabeazione sono raffigurate le allegorie dei principali fiumi del Lombardo-Veneto, ovvero il Po, Ticino, Adige e Tagliamento, scolpite da Pompeo Marchesi. In cima vi è il gruppo scultoreo in bronzo, realizzato su disegni del Cagnola, della Sestiga della Pace, originariamente concepita verso corso Sempione e successivamente rivolta verso la città, passando da celebrazione delle vittorie di Napoleone ad allegoria della Pace. In modo simile, i bassorilievi presenti nel resto dell'arco, avrebbero dovuto parlare delle gesta del generale Bonaparte, ma ad opera iniziata, per volere austriaco, alcune scene furono modificate per rappresentare episodi della Restaurazione e del congresso di Vienna, mentre in altre scene rappresentanti Napoleone si sostituirono semplicemente le teste con altre rassomiglianti a Francesco I. Risalgono al 1838 i caselli daziari ai fianchi dell'Arco della Pace.
Di diverso concepimento fu invece l'ingresso della Porta Orientale (oggi Porta Venezia), la cui soluzione con i due soli caselli daziari fu ideata e progettata dal Piermarini nel 1787. Questi caselli vennero realizzati nel 1828 da Rodolfo Vantini: decisamente monumentali se confrontati agli altri esempi di caselli daziari milanesi, sono anche decisamente più ornati. I caselli sono caratterizzati da tre portali dorici, assenti sul lato esterno rivolto lungo i bastioni; tra le decorazioni si possono trovare statue in marmo di Carrara e bassorilievi con scene della storia milanese, realizzati da vari artisti tra cui Pompeo Marchesi e Gaetano Monti.

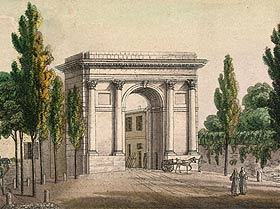
Dipinto della vecchia Porta Vercellina

A poca distanza dai caselli di Porta Venezia si trova l'arco di Porta Nuova progettato da Giuseppe Zanoia e realizzato nel 1812 con forme ispirate all'arco di Tito, in cui si può notare la particolare soluzione di unire in un unico corpo continuo la porta vera e propria con i due caselli daziari. Per via della pietra arenaria con cui fu costruita la porta, le decorazioni originali risultano profondamente alterate: rimangono tuttavia in ottimo stato di conservazione alcune parti come alcune figure scolpite da Camillo Pacetti e Luigi Acquisti. Sempre a poca distanza, si trova la Porta Comasina, (oggi Porta Garibaldi), realizzata su progetto di Giacomo Moraglia nel 1807 per poi aggiungervi i caselli nel 1836, presenta un solo fornice: per l'opera fu scelta una dimensione poco monumentale per via dell'aspetto delle strade circostanti, infatti la porta si trovava in fondo ad una via con un tragitto con molte curve che non avrebbe permesso di godere di un complesso grandioso.
Decisamente di carattere monumentale è l'arco di Porta Ticinese, la cui costruzione terminò nel 1817, su progetto, negli anni ridimensionato rispetto ad un primo più grandioso, di Luigi Cagnola. L'aspetto, si presenta piuttosto semplice, con fronti rispetto alla città e alla campagna simmetrici, costituiti da un tetrastilo di ordine ionico che sorregge un timpano triangolare, realizzato in granito rosa di Baveno. L'opera, iniziata sotto il dominio francese e completata sotto la Restaurazione austriaca, in corso di completamento subì alcune modifiche proprio come l'arco della pace: il nome mutò da Porta Marengo al nome attuale, e la scritta sull'arco è dedicata alla pace tra i popoli. Scomparso è invece l'arco di Porta Vercellina, costruito su disegno di Luigi Canonica nel 1805; si presentava come un arco trionfale ad un solo fornice fiancheggiato da due ordini di colonne ioniche, decorato con bassorilievi dipinti: nel 1859 l'arco fu rinominato Porta Magenta per poi essere abbattuto nel 1885.

## Le contrade neoclassiche
Dalla metà del Settecento gran parte della città subisce una radicale trasformazione: un perfetto esempio sono le strade. Con il dominio austriaco, gli assi viari cambiano di importanza, per cui si assiste al rifacimento di molte vie; gli interventi più frequenti sono di rettifica del tracciato delle strade. e abbattimenti di vecchi caseggiati Attorno a questi nuovi assi privilegiati, per posizione o morfologia della zona, si formano nuovi quartieri, individuabili tutt'oggi per il gran numero di palazzi neoclassici.

### Corso di porta Orientale

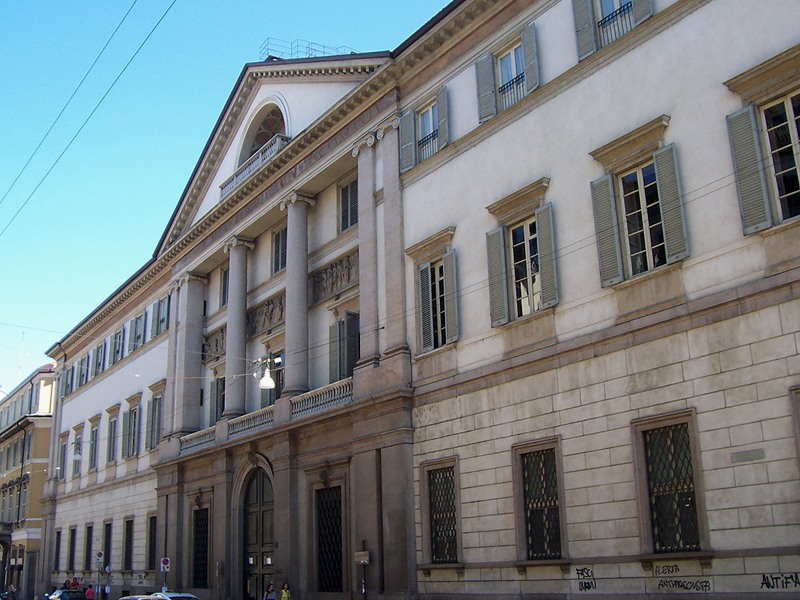
Palazzo Serbelloni

La zona più privilegiata dalle trasformazioni neoclassiche fu sicuramente quella comprendente i dintorni di Porta Orientale; che, oltre alle opere precedentemente citate, fu sede di grandi trasformazioni dell'edilizia privata. Il corso che tagliava tale zona, l'omonimo corso di porta orientale, era infatti sull'asse viario che congiungeva Milano con Vienna; e aggiunto al fatto che tale zona, pur trovandosi relativamente vicina al centro storico, era principalmente composta da giardini di conventi e orti privati, ciò fece in modo che il corso fosse al centro dell'edificazione dei nuovi palazzi della nobiltà milanese.
Il primo palazzo ad inaugurare il grande sviluppo edile della zona fu Palazzo Serbelloni, commissionato dai duchi Serbelloni all'architetto Simone Cantoni, che rimaneggiando un gruppo di orti e caseggiati presenti nella zona optò per uno stile piuttosto sobrio, eccezion fatta per la parte centrale del palazzo. La soluzione centrale è costituita da una loggia con balaustra scandita da ordini giganti di colonne ioniche, il tutto racchiuso entro due lesene, che separano la parte monumentale della facciata da quella meno adorna. Sempre nel loggiato, un bassorilievo raffigurante episodi di storia milanese divide il primo dal secondo piano. Tra i numerosi interni, vale la pena di citare il salone d'onore, decorato da Giocondo Albertolli e Giuseppe Maggiolini, e il salone da ballo affrescato da Giuliano Traballesi.

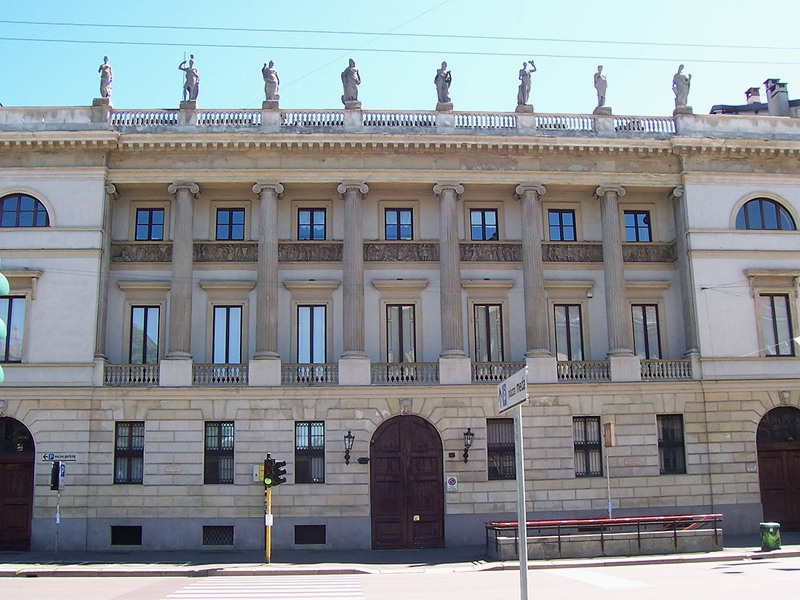
Palazzo Saporiti

Non distante da Palazzo Serbelloni e dai caselli daziari, di fronte ai giardini, spicca un altro perfetto esempio di palazzo neoclassico milanese: si tratta di Palazzo Saporiti; costruito per Gaetano Belloni, gestore del gioco d'azzardo al Teatro alla Scala, su progetto dell'architetto Innocenzo Giusti. Il palazzo si presenta come il prototipo dell'edilizia neoclassica: la facciata simmetrica è decorata al piano terra con un bugnato in granito rosa; il primo piano ospitante gli appartamenti del piano nobile è dominato da un loggiato sostenuto da colonne di ordine ionico, da dove era possibile assistere alle parate tenute nel corso. Tra il primo piano e l'attico vi è una serie di bassorilievi raffiguranti episodi della storia di Milano, mentre l'attico è coronata da una classicheggiante parata di statue degli Dei Consenti, opera di Pompeo Marchesi e Grazioso Rusca.
Si possono inoltre citare, come esempio di edilizia neoclassica milanese, Palazzo Bovara, sede durante la Repubblica Cisalpina dell'ambasciata di Francia e Palazzo Amati, in via della Spiga. Su una traversa di corso Venezia, si trova la villa Reale, precedentemente trattata.

### La contrada del Monte
Corrispondente agli attuali dintorni di Via Montenapoleone, nel primo Ottocento la Contrada del Monte, il cui tracciato risaliva all'epoca romana, viene ammodernata secondo i canoni stilistici dell'epoca.

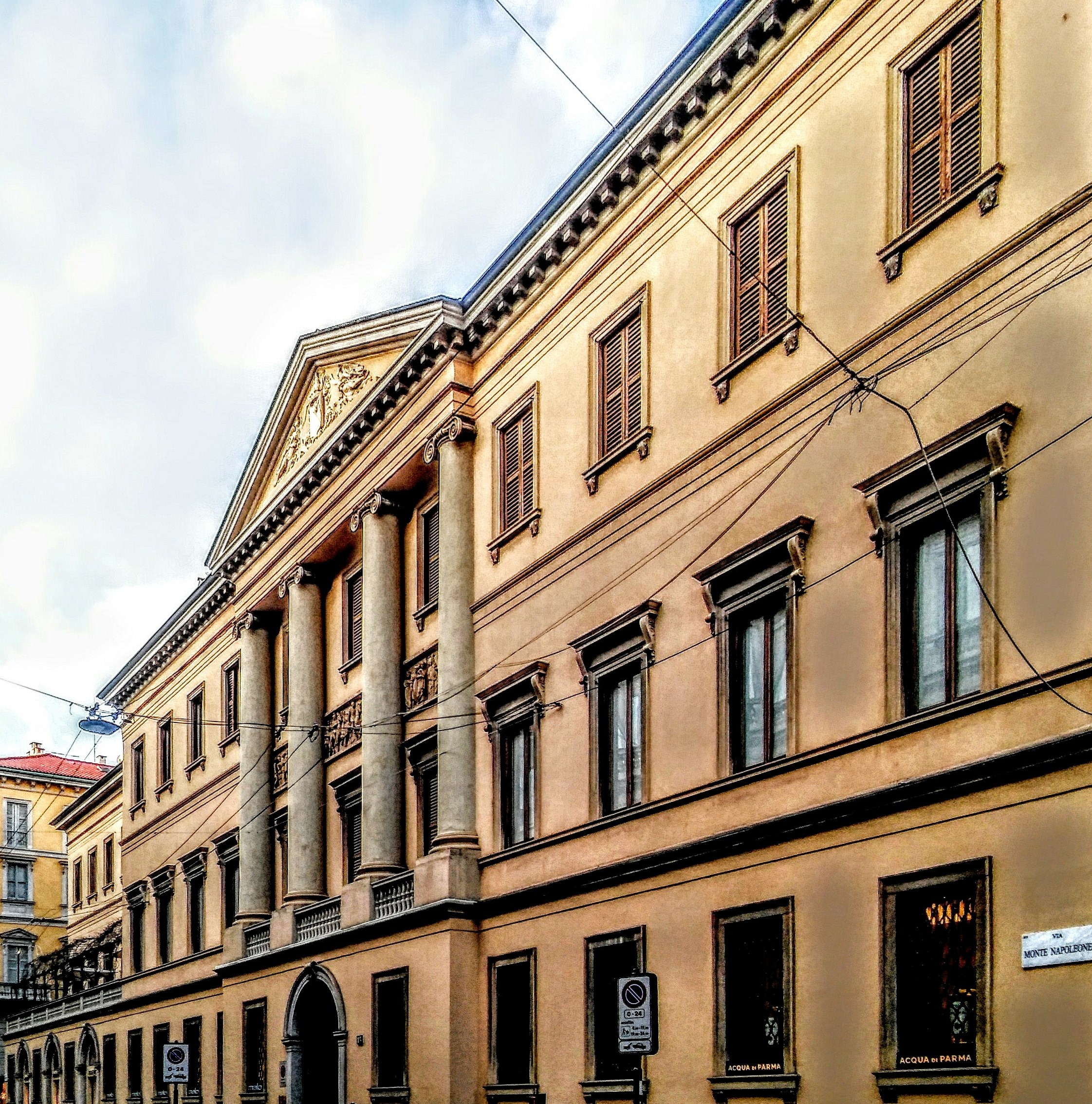
Palazzo Melzi di Cusano

Tra i tanti edifici dell'epoca della zona, quello che maggiormente rispecchia il gusto neoclassico è sicuramente Palazzo Melzi di Cusano, costruito nel 1830 dall'ingegner Giovanni Bareggi: il fronte del palazzo è di chiara ispirazione a Palazzo Serbelloni di Simone Cantoni, infatti la parte centrale è costituita da un monumentale ordine gigante di colonne ioniche che scandiscono un piccolo loggiato, sormontate dalla trabeazione e dal timpano decorato con bassorilievi; a separare il primo e il secondo piano di finestre vi è un bassorilievo rappresentante le imprese di Francesco Sforza realizzato da Gaetano Monti. Tra gli interni di gusto neoclassico ancora conservati, si possono citare i medaglioni neoclassici raffiguranti personaggi dell'epoca e la sala delle riunioni decorata con stucchi e affreschi il cui tema è l'antica Roma.
Lo schema di palazzetto Taverna, edificio tardo-neoclassico finito nel 1835 da Ferdinando Albertolli, presenta una particolarità rispetto ai palazzi cittadini: esso ricorda la Villa Reale, o più in generale le ville di campagna lombarde, con il corpo centrale del fabbricato arretrato, in modo da formare un cortile affacciato sulla strada. L'ingresso è composto da un colonnato ionico, che sorregge una balconata a balaustra; i due corpi laterali sono scanditi da ordini giganti di lesene, che si concludono su timpani triangolari.
Palazzo Gavazzi, tipica dimora patrizia dell'epoca della Restaurazione, realizzata nel 1838 da Luigi Clerichetti, presenta un ordine di decorazione diverso per ogni piano: al pian terreno colonne doriche; al primo piano e al secondo piano, lesene di diversi ordini, rifuggendo così dall'ordine gigante che tanto era di moda in quell'epoca. La facciata simmetrica è centrata sul portale di quattro semicolonne ioniche che reggono il balcone del piano nobile; il palazzo fu dimora di Carlo Cattaneo.

### Corsia dei Giardini e dintorni
La strada corrispondente all'attuale via Manzoni fu un'altra arteria al centro dei cambiamenti edilizi dell'epoca: i rifacimenti furono inaugurati con la costruzione del nuovo Teatro alla Scala a fine Settecento, facendo assumere prestigio alla nuova arteria; non seguirono molti anni che la via divenne uno dei luoghi preferiti dalla nobiltà per costruirvi le proprie dimore.

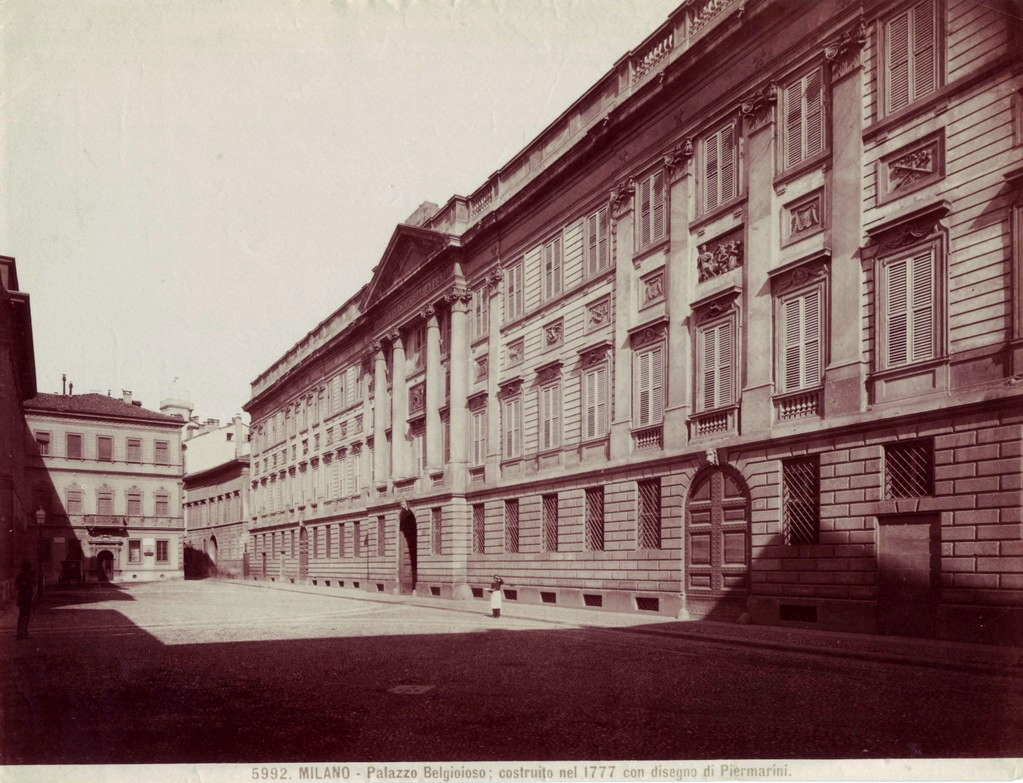
Foto d'epoca di Palazzo Belgioioso

Non direttamente sulla via, ma a pochi passi da essa, su una sua traversa, si può trovare uno dei capolavori dell'architettura neoclassica milanese, Palazzo Belgioioso. Il palazzo è sicuramente uno dei massimi esempi cittadini di Neoclassicismo monumentale e fu tra le altre cose uno dei centri di ritrovo degli intellettuali milanesi dell'epoca; venne commissionato nel 1772 a Giuseppe Piermarini: in questo caso l'architetto si discosta dallo stile sobrio e austero del primo Neoclassicismo, costruendo un edificio imponente e molto decorato che domina il piazzale. Anche in questo caso la parte più decorata della facciata è la parte centrale, leggermente sporgente; costituita dal tipico motivo neoclassico di un ordine gigante di quattro colonne, sorreggenti trabeazione e timpano, racchiuso da lesene. Il pian terreno è in bugnato; il piano nobile, diviso dal secondo piano da bassorilievi con simboli araldici, presenta finestroni coronati da festoni sovrastati da listelli.
Alcuni interni del palazzo conservano le decorazioni originali dell'epoca, tra cui i più famosi sono l'ambiente detto della "galleria" decorati da dipinti di Martin Knoller e da stucchi di Giocondo Albertolli, la sala di Rinaldo affrescata sempre da Knoller sul tema della Gerusalemme liberata di Torquato Tasso.

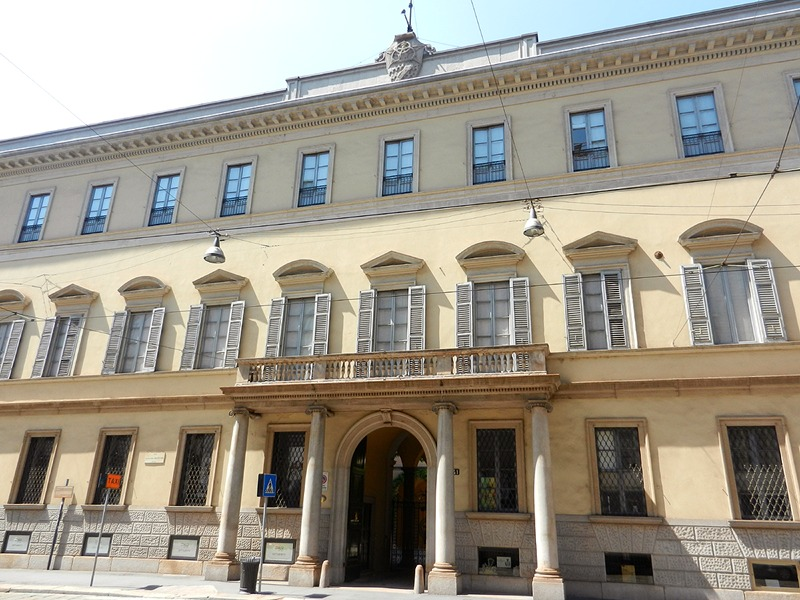
Palazzo Borromeo d'Adda

Meno imponente, di fronte a Palazzo Belgioioso, si può notare Palazzo Besana, la cui facciata di impostazione palladiana è composta da un ordine di otto colonne ioniche.
Al n.10 di via Manzoni si trova Palazzo Anguissola, prima edificato tra il 1775 e il 1778 con una particolare cura per il giardino interno, passò di proprietà e nel 1829 l'esterno fu rifatto da Luigi Canonica, che diede alla facciata l'aspetto odierno. La facciata, più decorata rispetto al tipico Neoclassicismo milanese, è di ispirazione palladiana, scandita da lesene corinzie che si concludono su un fregio decorato a rilievo a tema musicale chiaramente ispirato al vicino teatro alla Scala; il pian terreno è invece rivestito da lastre lisce di granito.
Sempre su via Manzoni, si possono citare Palazzo Brentani del Canonica, sulla cui sobria facciata spuntano medaglioni neoclassici rappresentanti personaggi italiani illustri, e il più austero Palazzo Borromeo d'Adda dal gusto tardo neoclassico. Sulla prosecuzione di via Manzoni, nell'antica Contrada della Cavalchina, si trova Palazzo Melzi d'Eril, famoso in tempi meno recenti per il suo giardino privato, tra i più belli a Milano, perduto in lottizzazioni successive agli anni trenta del Novecento.

### Corsia dei Servi e dintorni
La corsia dei Servi, corrispondente all'attuale corso Vittorio Emanuele II, fu teatro di pesanti rifacimenti neoclassici successivamente alla Restaurazione; le iniziative furono in gran parte private, sottostando tuttavia al coordinamento della commissione d'ornato. Al giorno d'oggi si può tuttavia riconoscere solo in minima parte l'aspetto neoclassico della via, dato che essa fu al centro di rifacimenti per tutto il secolo successivo, subendo il definitivo colpo di grazia coi bombardamenti della seconda guerra mondiale e delle successive ricostruzioni.

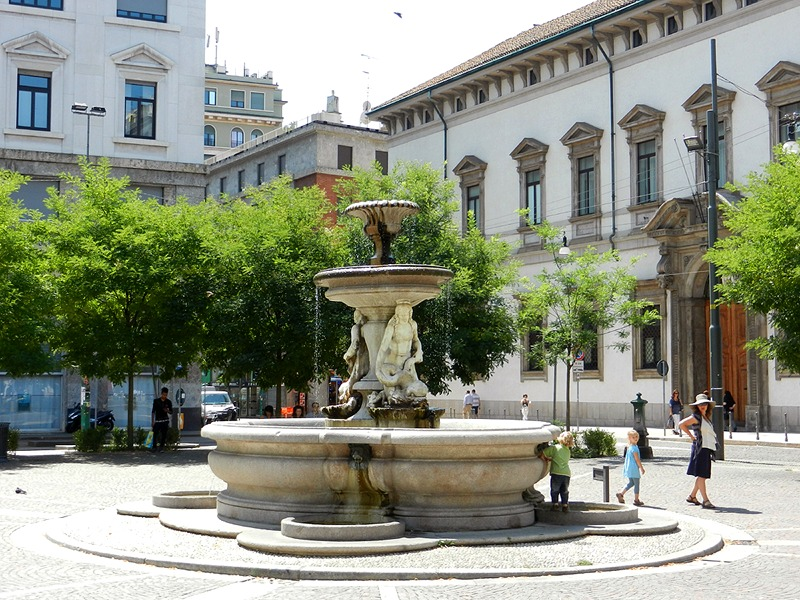
La fontana del Piermarini

Opera piuttosto insolita nel panorama artistico milanese fu il rifacimento della piazza dell'antico verziere centrato attorno alla costruzione di una fontana. La fontana fu realizzata nel 1781 dallo scultore Giuseppe Franchi su disegno del Piermarini; e comprendeva forme di sirene e delfini: curioso è che non gli venne mai affidato un vero e proprio nome, tant'è che ci si riferisce ad essa come la fontana del Piermarini, mentre la piazza prese il nome dalla fontana. I lavori nella piazza, vennero completati dal rifacimento della facciata del Palazzo Arcivescovile, affidate nel 1784 sempre al Piermarini, che conservando l'antico portale di Pellegrino Tibaldi, si limitò a convertire o creare nuove finestre squadrate, al primo piano coronate da timpani triangolari, e aggiungere un nuovo zoccolo al pian terreno, oltre che creare la fascia marcapiano del piano nobile.
Tra i pochi palazzi patrizi rimasti nel corso vero e proprio c'è il tardo neoclassico Palazzo Tarsis, edificato ad opera di Luigi Clerichetti tra il '36 il '38 dell'Ottocento: partendo dal pian terreno in bugnato, si passa al primo piano dove spicca un loggiato di colonne di ordine corinzio, mentre l'ultimo piano, alzato in epoca più recente, sono presenti statue di Pompeo Marchesi.
Sempre nel corso è presente la chiesa di San Carlo al corso, di cui si tratterà più avanti, la cui edificazione nel 1839 viene spesso fatta coincidere con la conclusione della stagione neoclassica milanese.

## Edifici religiosi

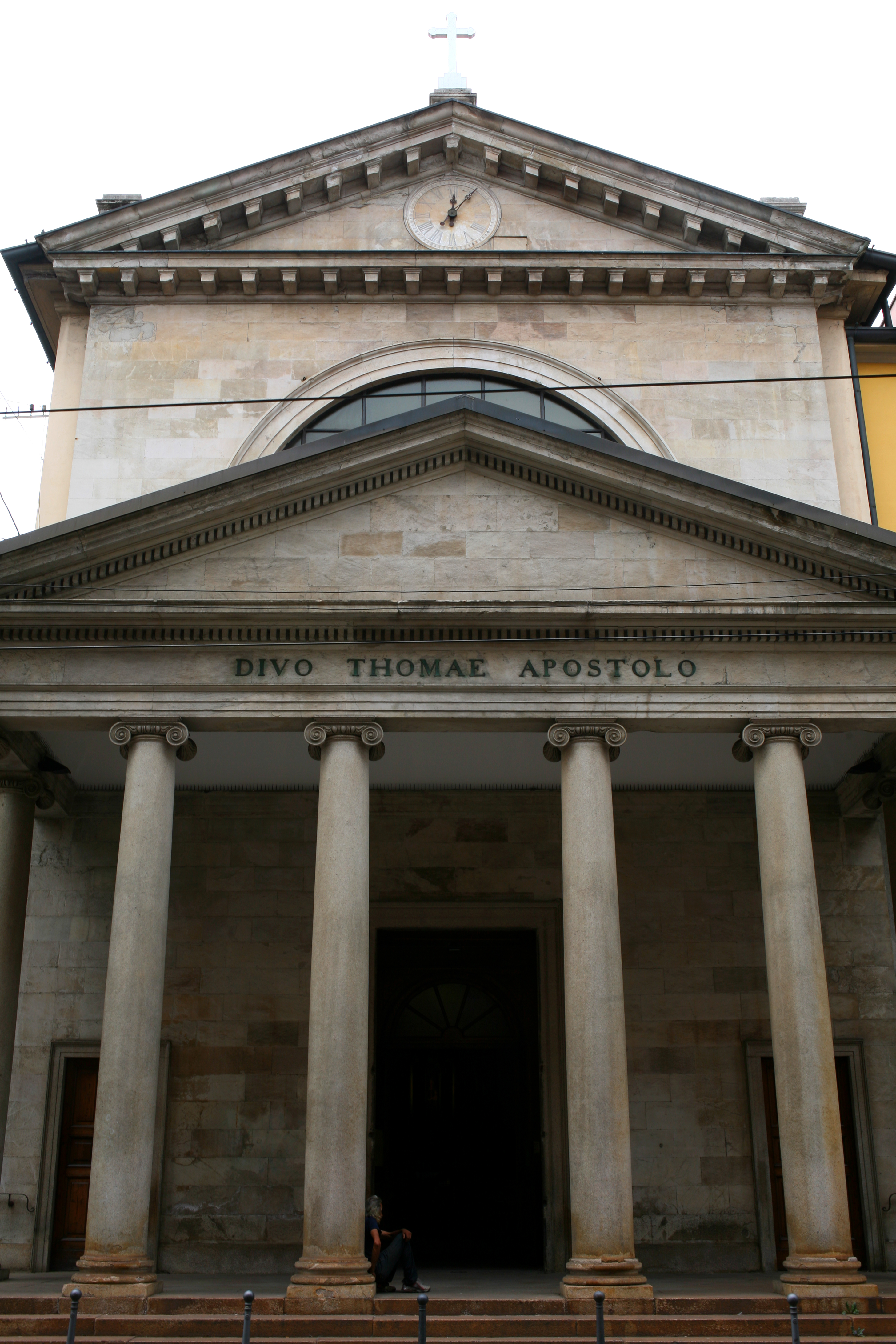
La facciata neoclassica di San Tomaso in Terramara

Come già chiarito, i primi due periodi neoclassici hanno un interesse quasi esclusivo nei cantieri laici; gli unici interventi compiuti tra il regno di Maria Teresa e Napoleone sono più che altro modifiche agli interni di chiese preesistenti. Gli unici cantieri degni di nota, appartengono quindi alla fase della Restaurazione, periodo in cui il Congresso di Vienna stabilisce il riavvicinamento tra Stato e Chiesa. I due cantieri, ricalcano i due possibili modelli di chiesa neoclassica: in un caso le forme sono ispirate dai templi greci, a pianta rettangolare introdotta da un pronao, mentre nel secondo caso ci si trova di fronte ad una chiesa a pianta centrale, ispirate alle forme del Pantheon.
Il primo caso è ben rappresentato dalla chiesa di San Tomaso in Terramara, esistente sin dall'XI secolo ma il cui aspetto venne completamente mutato tra il 1825 e il 1827. La facciata è preceduta da un pronao di sei colonne di ordine ionico che reggono un timpano triangolare, che nasconde parzialmente il finestrone semicircolare sulla facciata; l'interno, che mantiene alcune opere originali della chiesa, presenta un'abside semicircolare con un altare neoclassico progettato da Giuseppe Zanoia.
Il secondo caso è rappresentato invece dalla chiesa di San Carlo al Corso, edificata nel 1839 dall'architetto Carlo Amati, e rappresenta il maggior cantiere religioso di questo periodo nella città. L'edificio a pianta centrale, è introdotto dalla tipica coppia pronao-timpano; semicolonne di ordine corinzio dividono il tamburo in spazi in cui si alternano nicchie e finestroni. La chiesa è inserita nel complesso di una piazzate porticata, i cui palazzi sovrastanti sono stati ricavati dall'abbattimento dell'antico convento di Santa Maria dei Servi.
La soluzione si presenta piuttosto monumentale, infatti il diametro è di poco inferiore a quello del Pantheon, e per questo motivo l'architetto subì molte critiche al progetto. Gli interni sono riccamente decorati nei puri canoni neoclassici con gruppi di statue di Pompeo Marchesi e dipinti di Angelo Inganni, mentre l'imponente cupola emisferica è decorata a cassettoni.
L'edificio, nella sua monumentalità, segna l'ultimo grande progetto neoclassico della città: bisogna inoltre segnalare che mentre la chiesa veniva edificata, nuovi stili architettonici avevano già invaso la città; basta pensare che la Galleria de Cristoforis, il primo passaggio coperto in vetro e ferro battuto di Milano e d'Italia, fu realizzato nel 1832. Se si escludono quindi realizzazioni minori e contaminazioni eclettiche, si può dire che la chiesa di San Carlo al corso rappresenta l'ultima fiammata dello stile neoclassico della città.
Tra gli interventi minori si possono citare la facciata della chiesa di Sant'Antonio Abate, lo spostamento della facciata e la modifica degli interni della chiesa di San Gottardo in Corte, e soprattutto gli affreschi di Andrea Appiani nella chiesa di Santa Maria presso San Celso.
È inoltre frequente la costruzione di altari ispirati all'altare maggiore del Duomo, opera barocca di Pellegrino Tibaldi, rivisitato in forme neoclassiche. Questi presentano un'alzata con intarsi marmorei geometrici e, al centro, un tempietto semicircolare sorretto da colonne, con cupoletta. Alcuni esempi di tale tipologia di altare sono presenti nella basilica di San Calimero e nella chiesa di Santa Maria Incoronata, nonché nella basilica di San Simpliciano, dove, al di sotto del tempietto, sono custodite le spoglie del santo vescovo di Milano.

## Progetti non realizzati

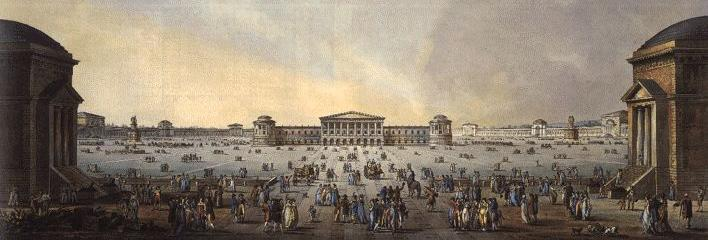
Aspetto del piazzale circolare del futuro Foro Bonaparte secondo l'Antolini

Nel secondo periodo neoclassico milanese le arti erano al servizio del neonato Stato italiano e gli architetti della città furono incaricati di dare a Milano l'aspetto delle nuove capitali europee che si stavano formando.
Il progetto sicuramente più ambizioso per la città riguardava il Foro Bonaparte, e fu redatto nel 1801 da Giovanni Antolini: di chiara ispirazione all'idea del foro romano e ai progetti del francese Claude-Nicolas Ledoux, il piano prevedeva nell'area del Castello Sforzesco la costruzione di un cerchio di circa 500 metri di diametro delimitato da edifici sia della pubblica amministrazione, come ministeri o tribunali, sia di pubblica utilità, come terme, teatri, università e musei. Furono anche previsti grossi spazi per le attività commerciali, in cui i magazzini erano collegati tramite un sistema di canali ai navigli. Il progetto, di ampio respiro, aveva come obiettivo quello di spostare il centro cittadino da piazza del Duomo, allora stretta in piccole vie di impostazione medievale, all'appena concepito foro, che sarebbe così divento il fulcro della vita cittadina. Il progetto, valutato più volte da un'apposita commissione, subì più modifiche per poi essere accantonato proprio per la sua grandiosità: il progetto, che aveva in Napoleone il suo più grande sostenitore, fu ritenuto proprio dal generale Bonaparte troppo ambizioso per una città dalle dimensioni di Milano, e non venne dunque mai realizzato nella sua interezza. Il progetto di rifacimento del Foro Bonaparte, non venne però mai accantonato del tutto e, una volta scartata l'ipotesi dell'Antolini, fu affidato a Luigi Canonica, il quale ruppe completamente col precedente progetto e destinò le aree circostanti principalmente ad edilizia privata. Il progetto originale rimase tuttavia come uno dei più importanti tentativi dell'architettura neoclassica, tant'è che il progetto del Foro Bonaparte ispirò qualche anno più tardi l'emiciclo di piazza del Plebiscito e della basilica di San Francesco di Paola a Napoli.
Accanto all'ambizioso progetto del Foro Bonaparte, era previsto un grande intervento nell'area di corso di Porta Ticinese: affidato al Cagnola nel 1801, il progetto prevedeva la realizzazione di un monumentale propileo nell'attuale piazza XXIV Maggio, la rettificazione del corso di Porta Ticinese, la costruzione di edifici porticati lungo tutta la via e infine un ponte monumentale che attraversasse il naviglio. Anche in questo caso il progetto fu considerato troppo oneroso e l'unica opera realizzata fu una modificata Porta Ticinese.
Sempre in ambito di opere non realizzate, nel 1807 una commissione formata tra gli altri dal Cagnola e dal Canonica redasse il piano regolatore. Sull'onda invece del primo neoclassicismo, l'Accademia di Brera bandì dei concorsi pubblici per la realizzazione, in ordine cronologico, di un orfanotrofio (1805), una scuola (1806), un mercato coperto (1808), una galleria d'arte (1810), un carcere (1811), un bagno pubblico (1812) e un cimitero (1816): le opere appena citate non furono realizzate a causa della caduta del Regno d'Italia, così come il completamento del piano regolatore, già realizzato in parte.

## Altre immagini

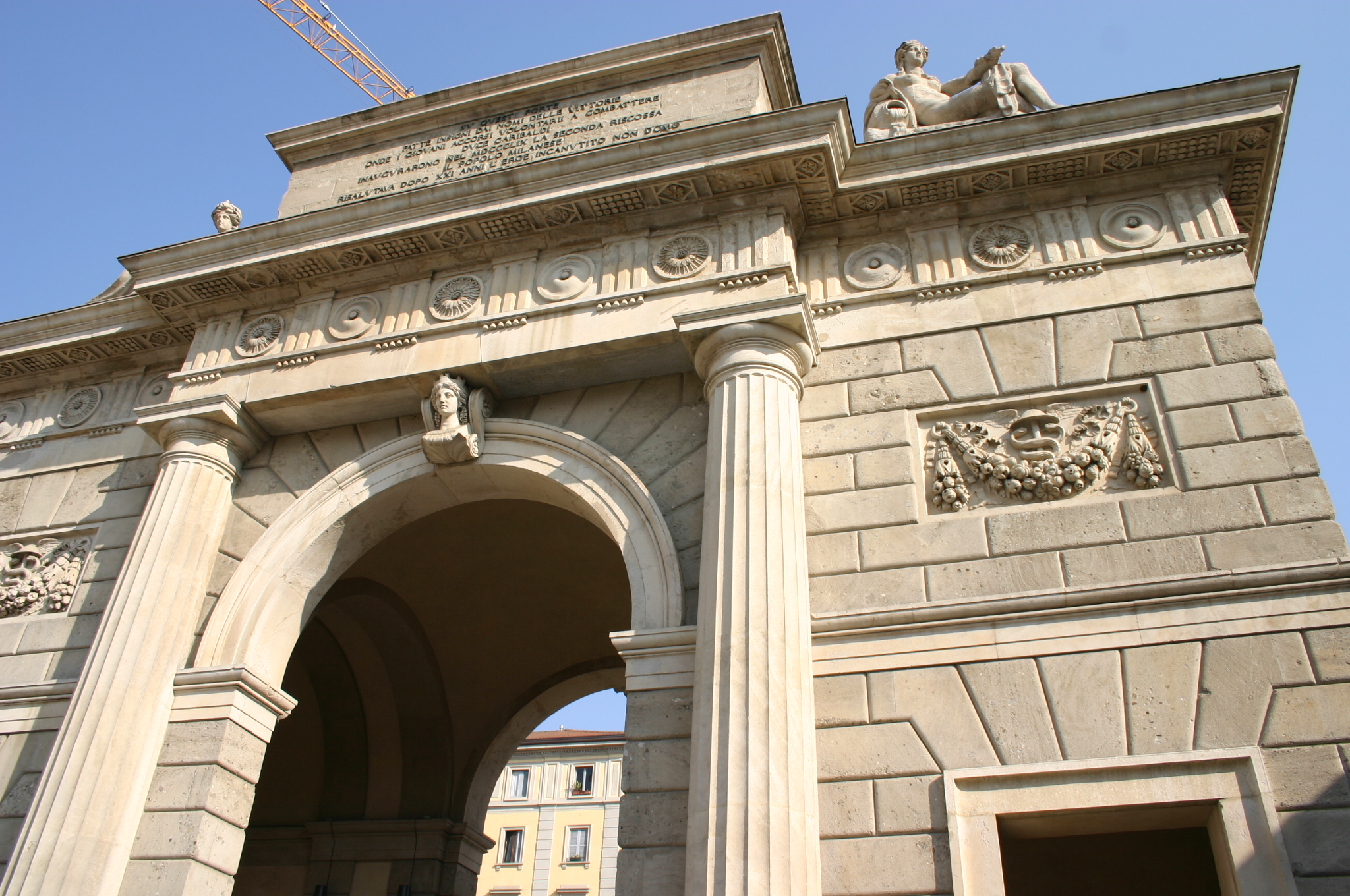
Fronte di Porta Garibaldi
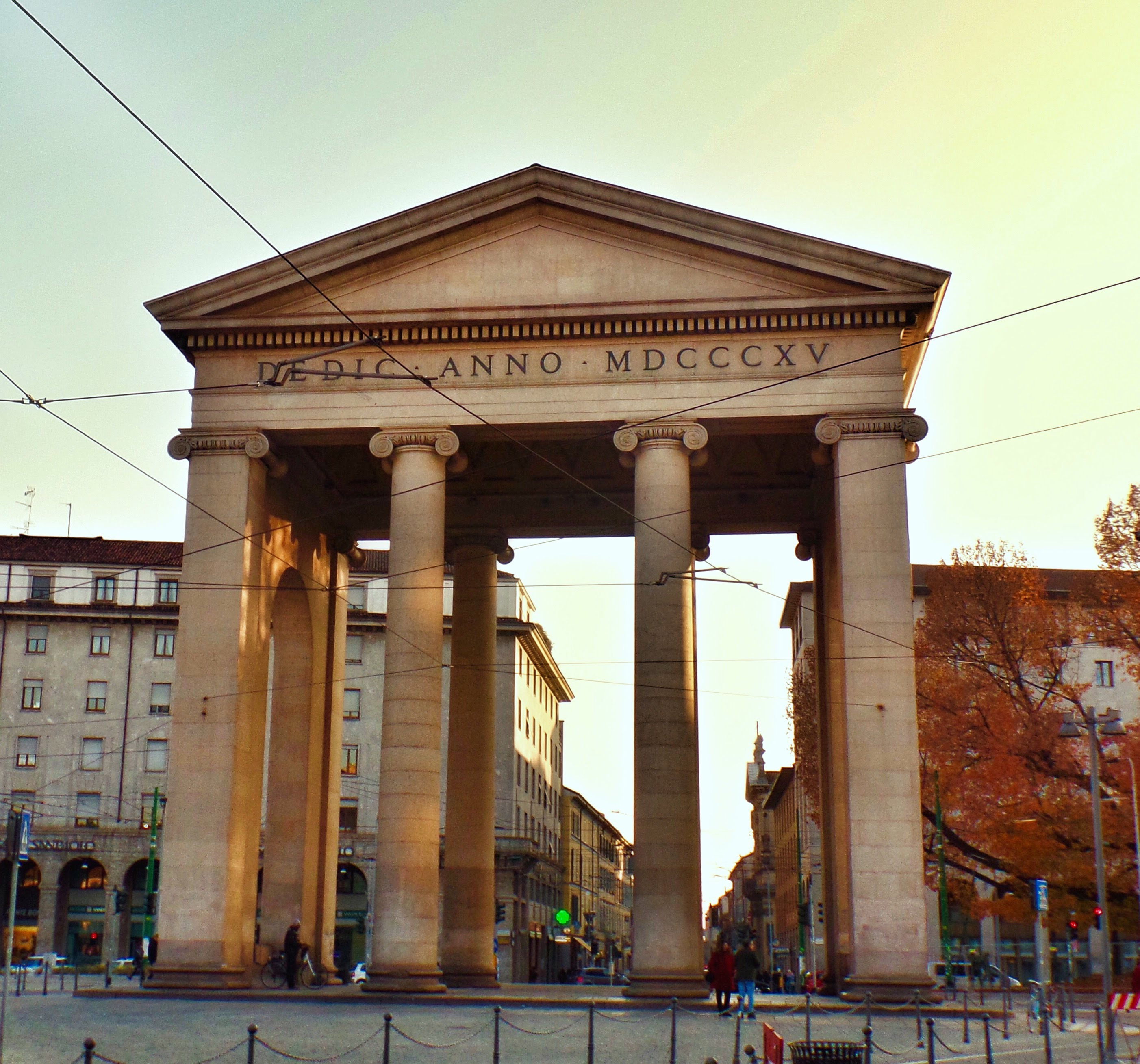
Porta Ticinese
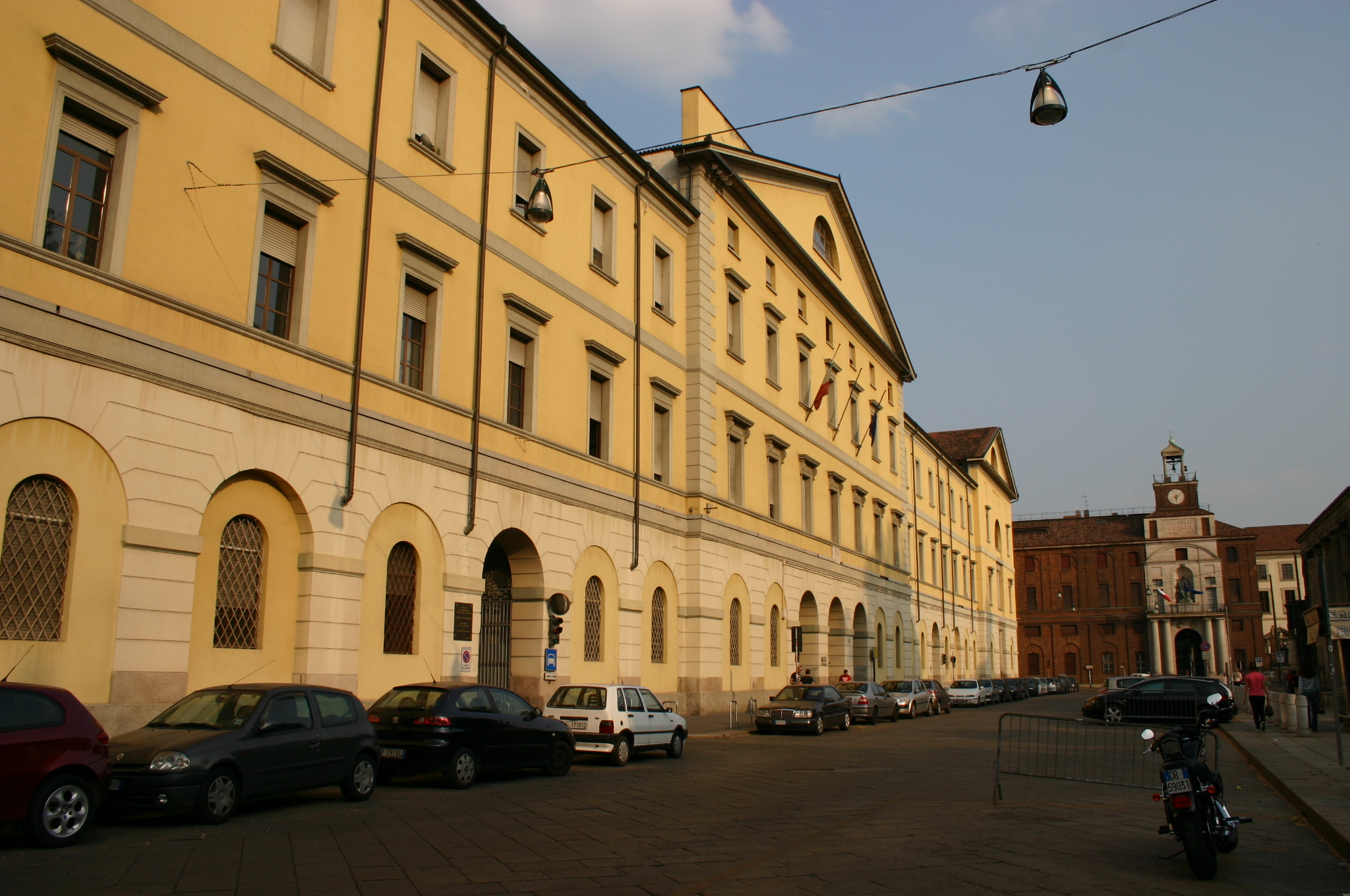
Caserma dei Veliti Reali
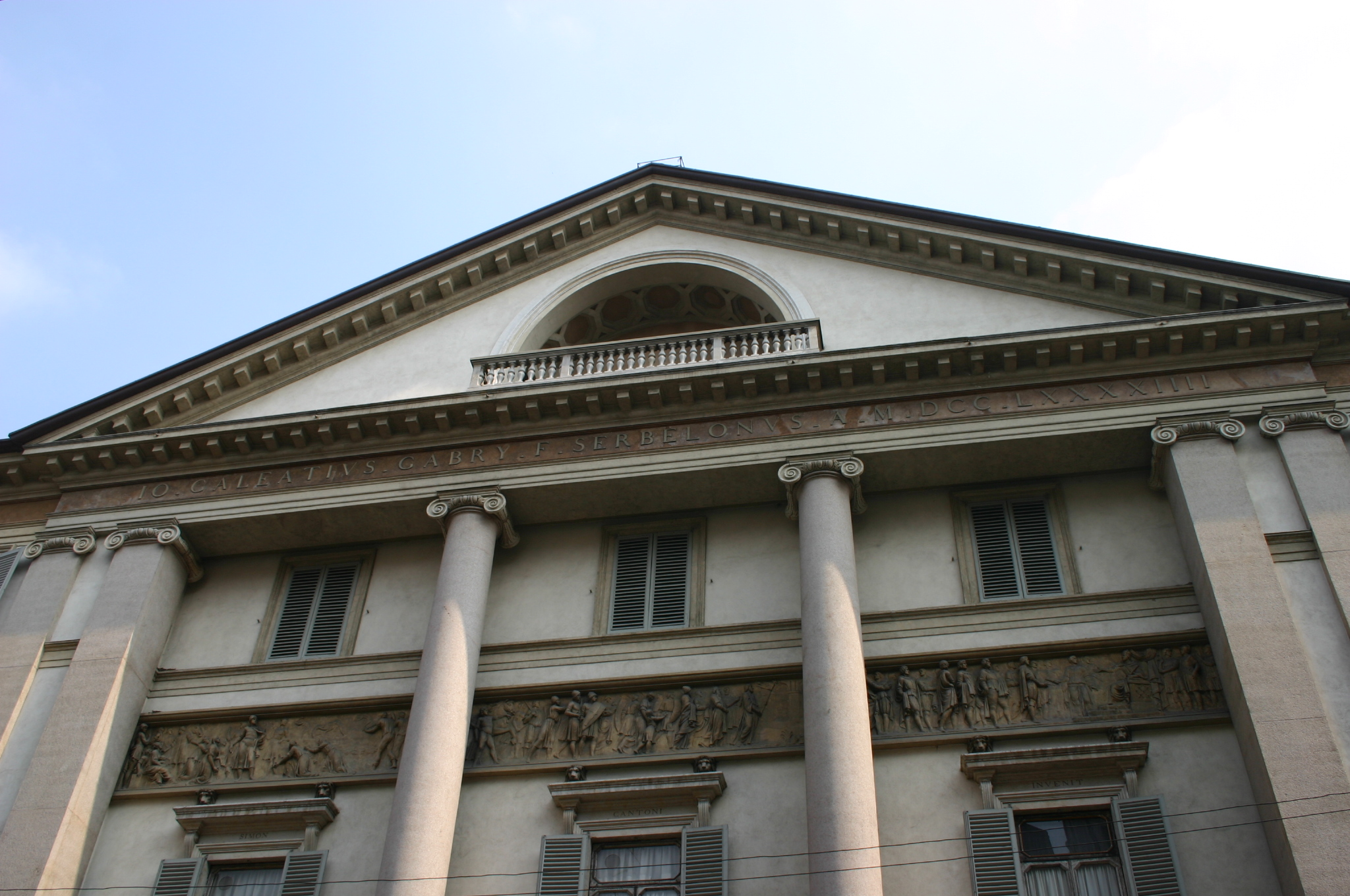
Loggia di Palazzo Serbelloni
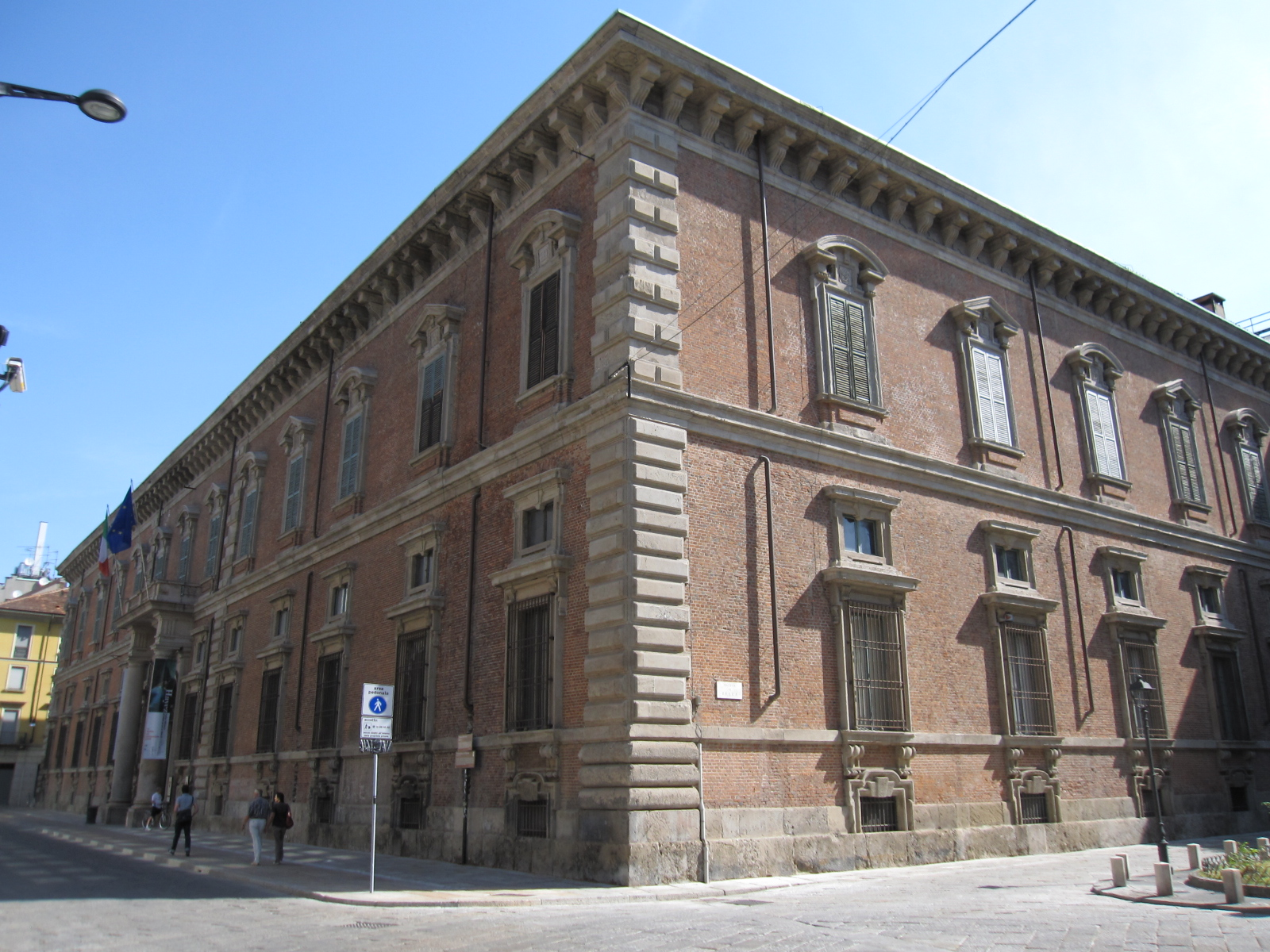
Facciata Palazzo di Brera e il portale del Piermarini
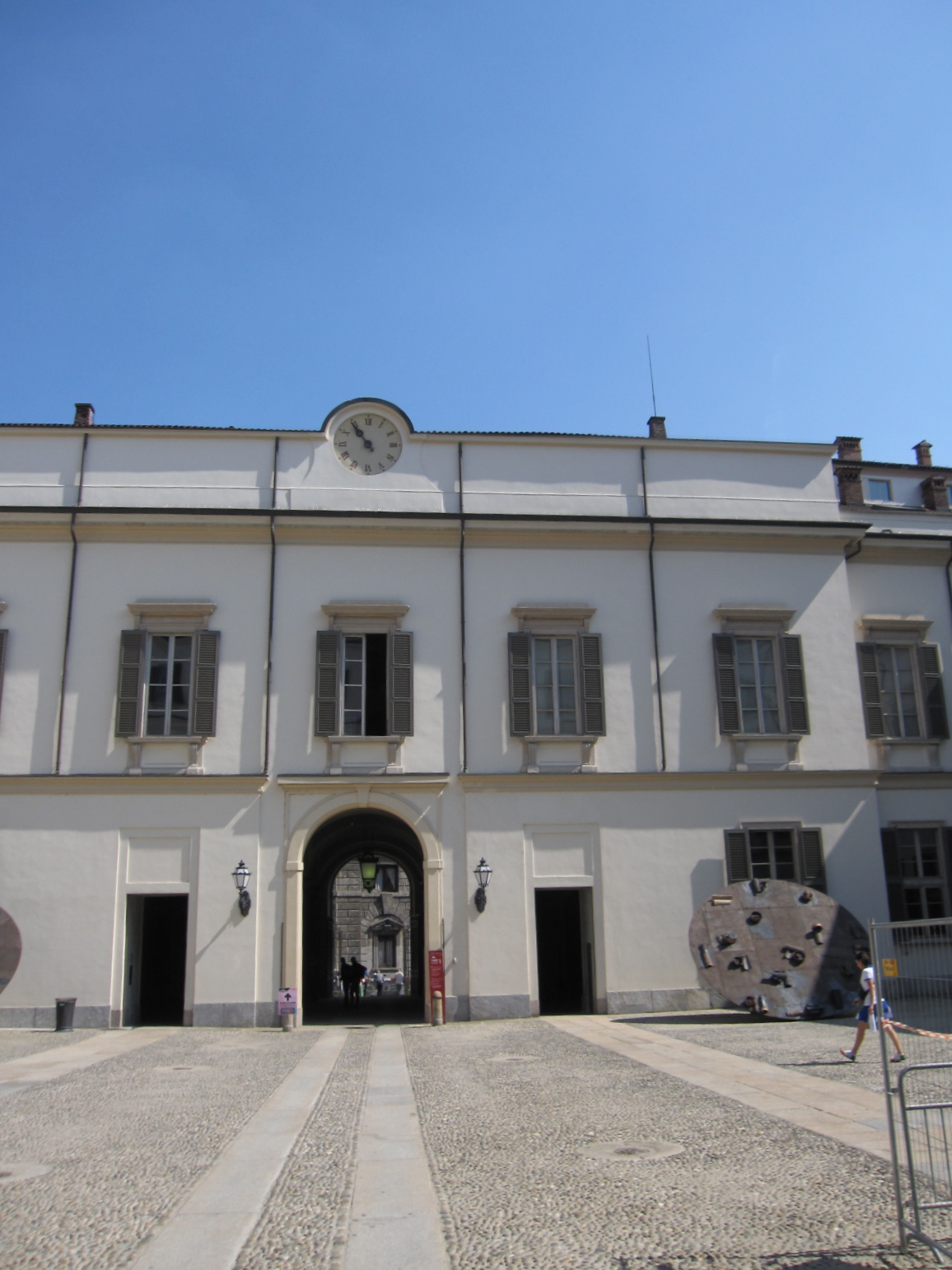
Cortile interno di Palazzo Reale
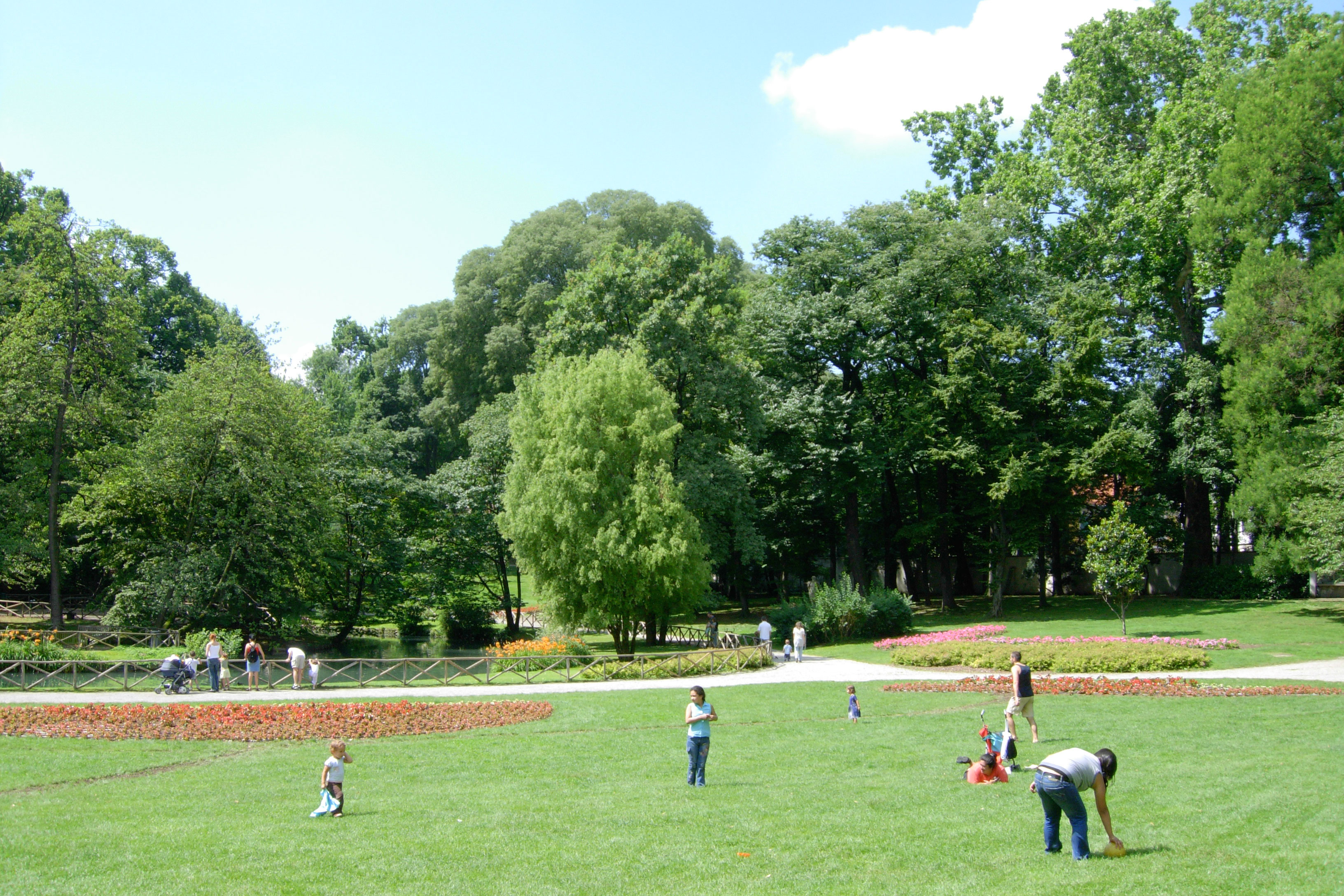
Giardino della Villa Reale
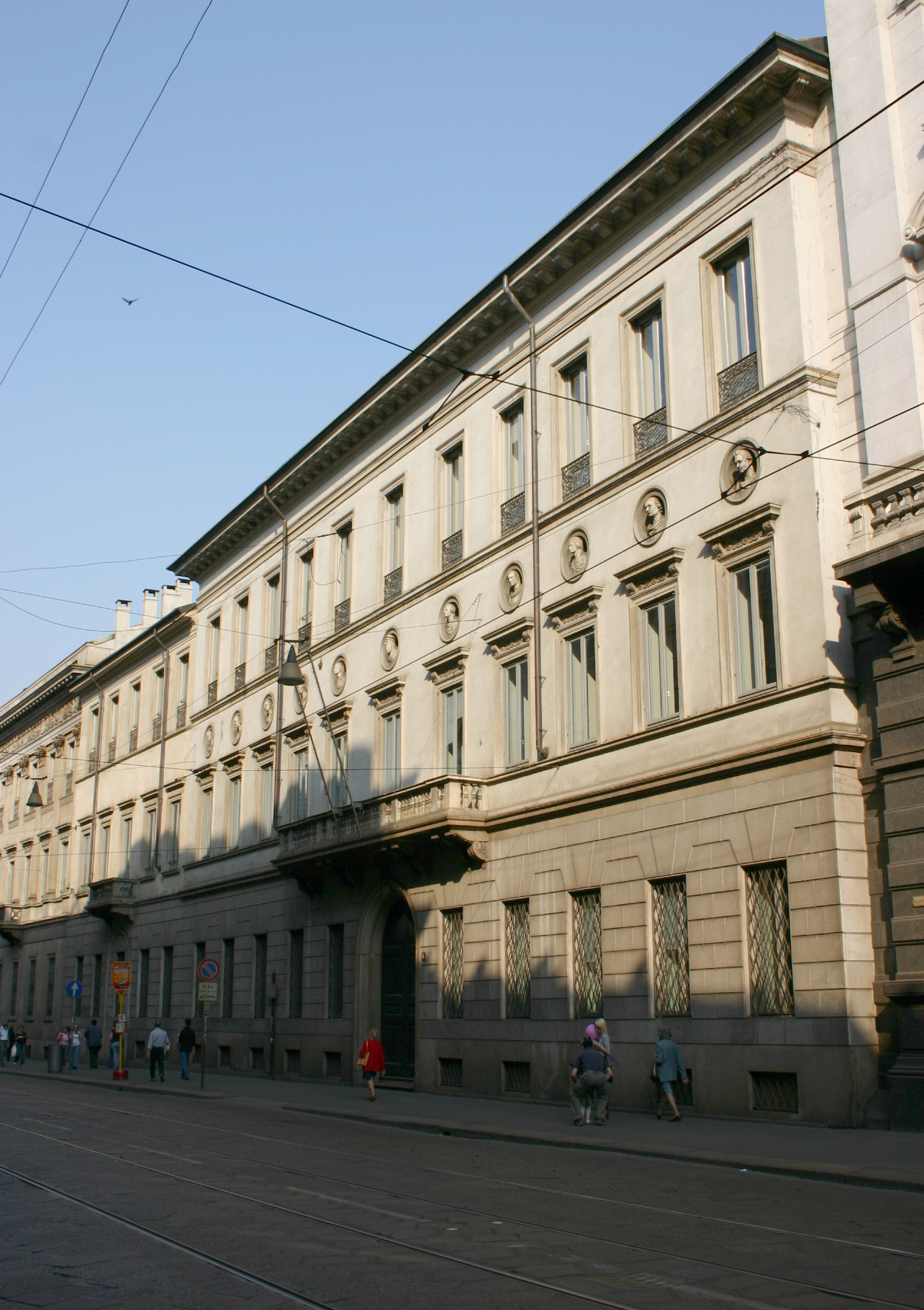
Facciata di Palazzo Brentani
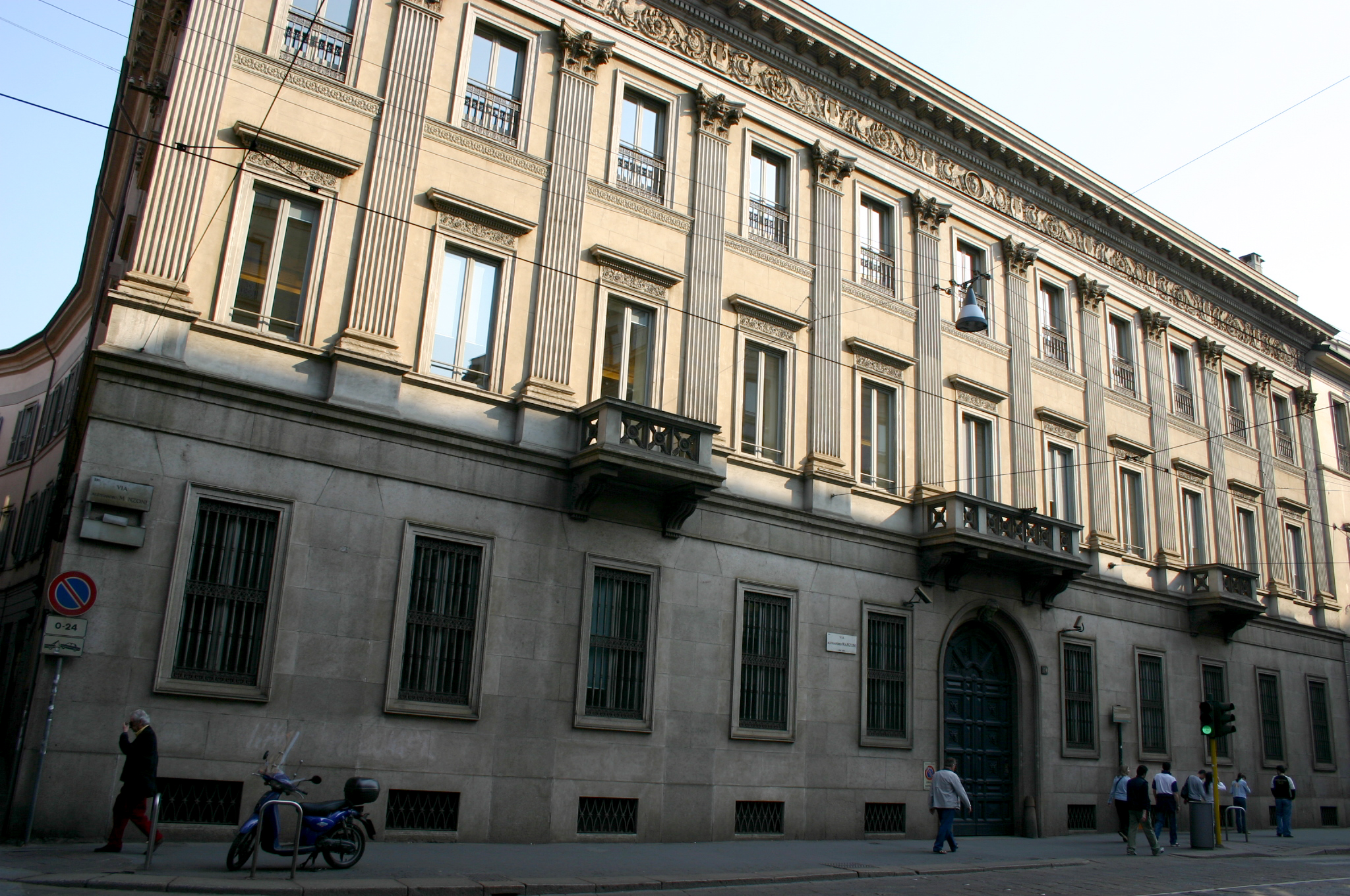
Palazzo Anguissola
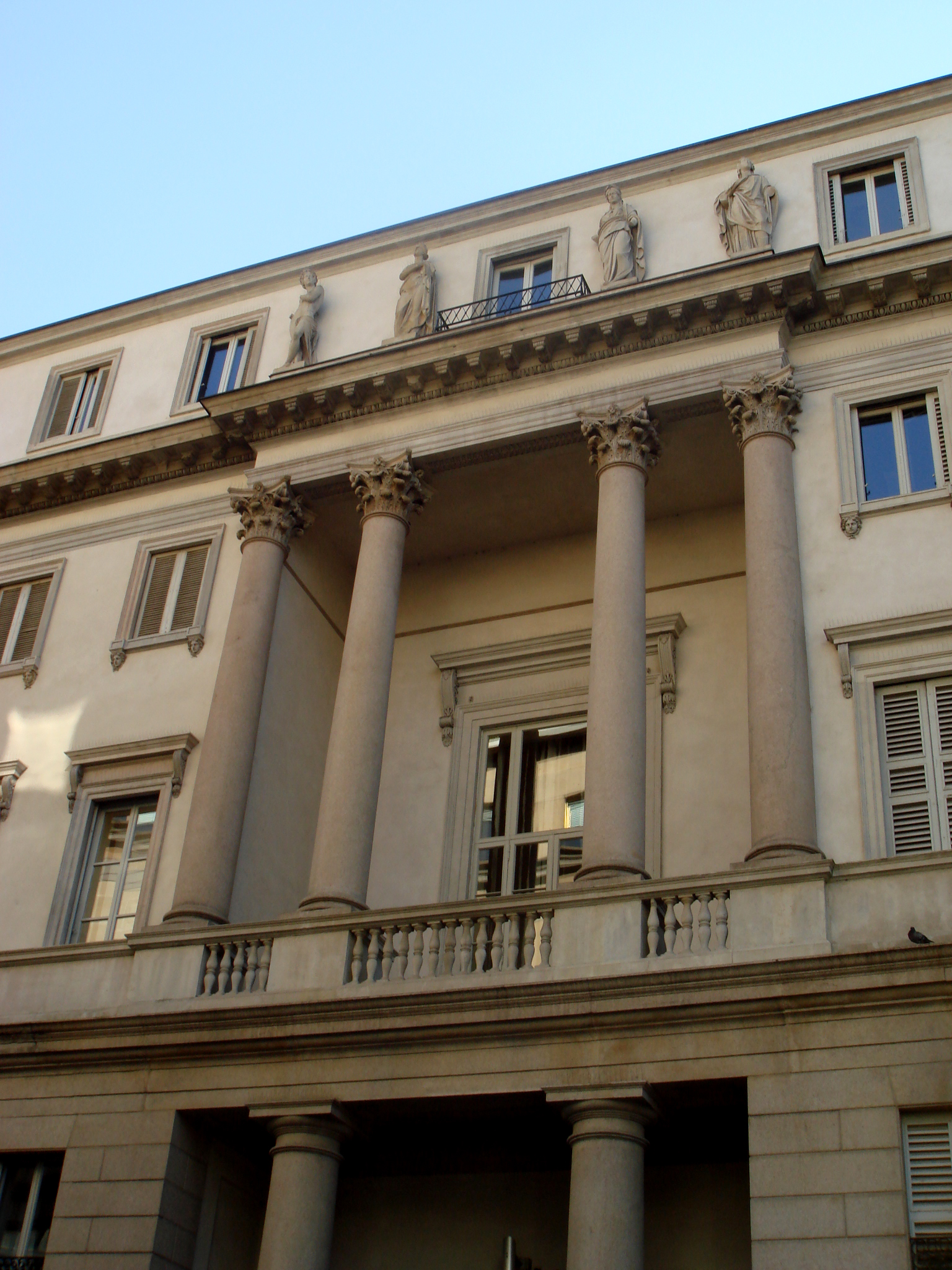
Palazzo Tarsis
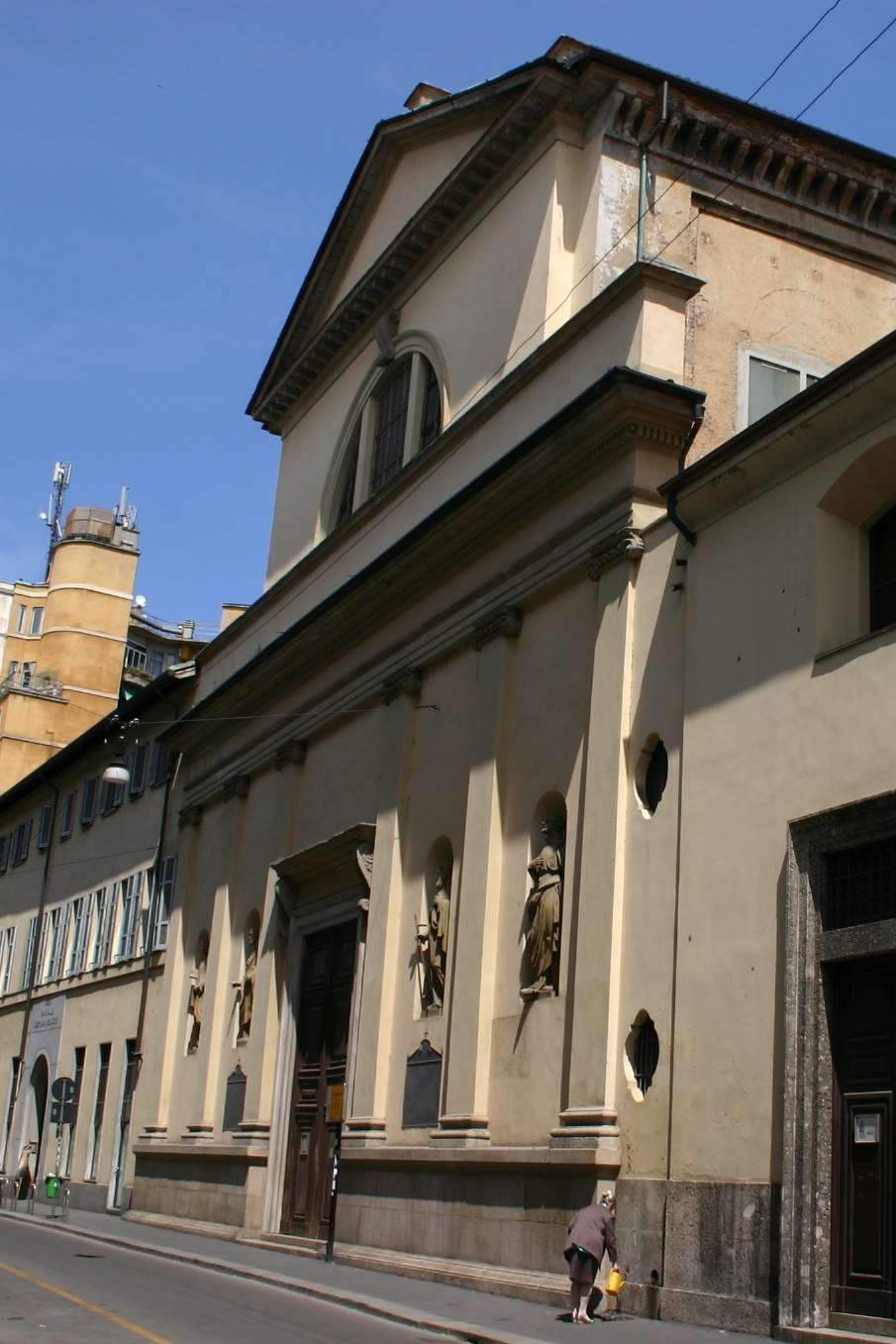
Facciata di Sant'Antonio Abate
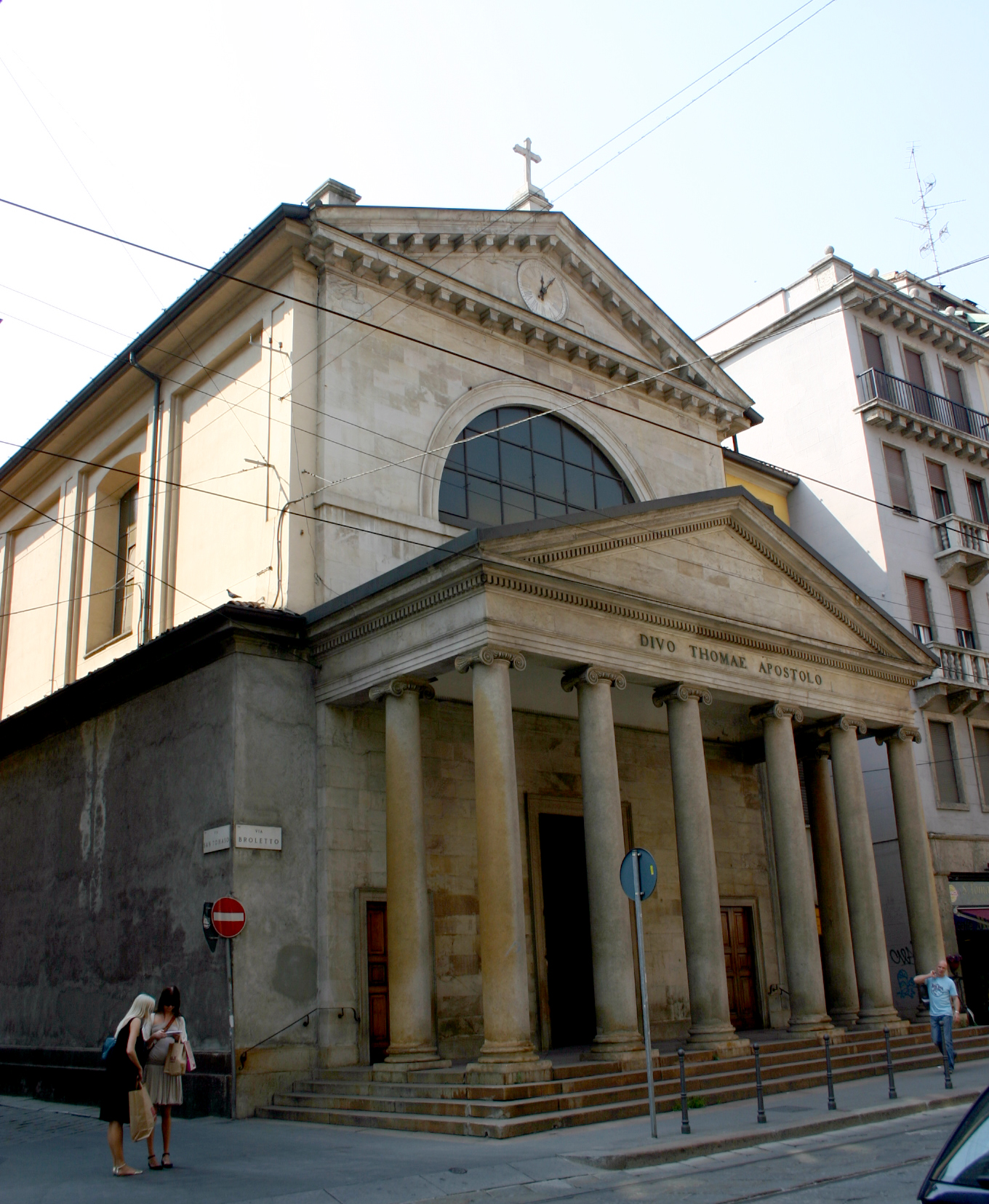
San Tomaso in Terramara a Milano
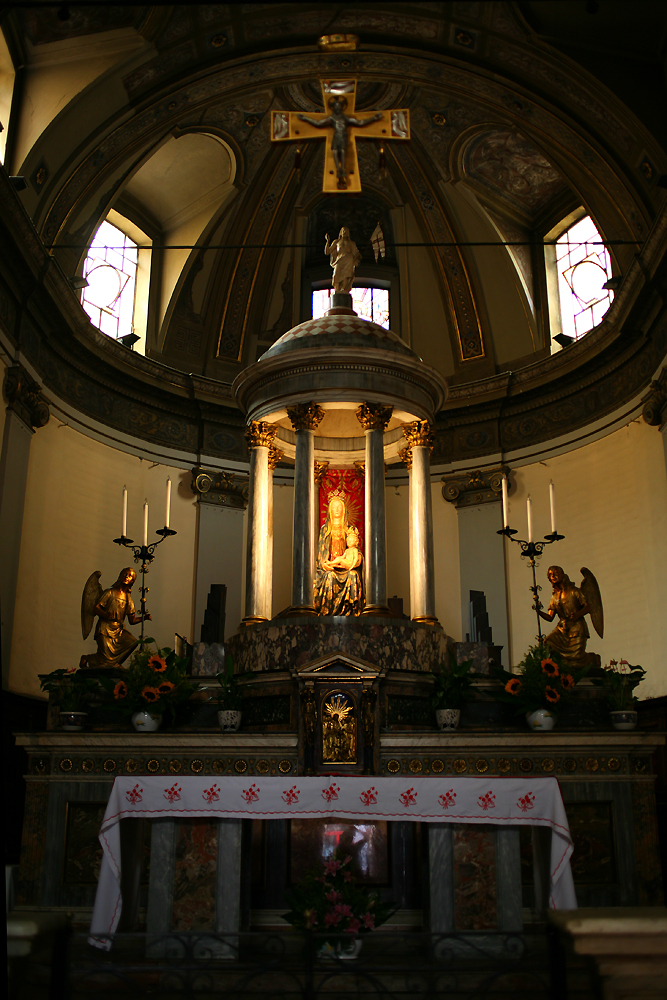
L'altare dello Zanoia in San Tomaso In Terramara, Milano
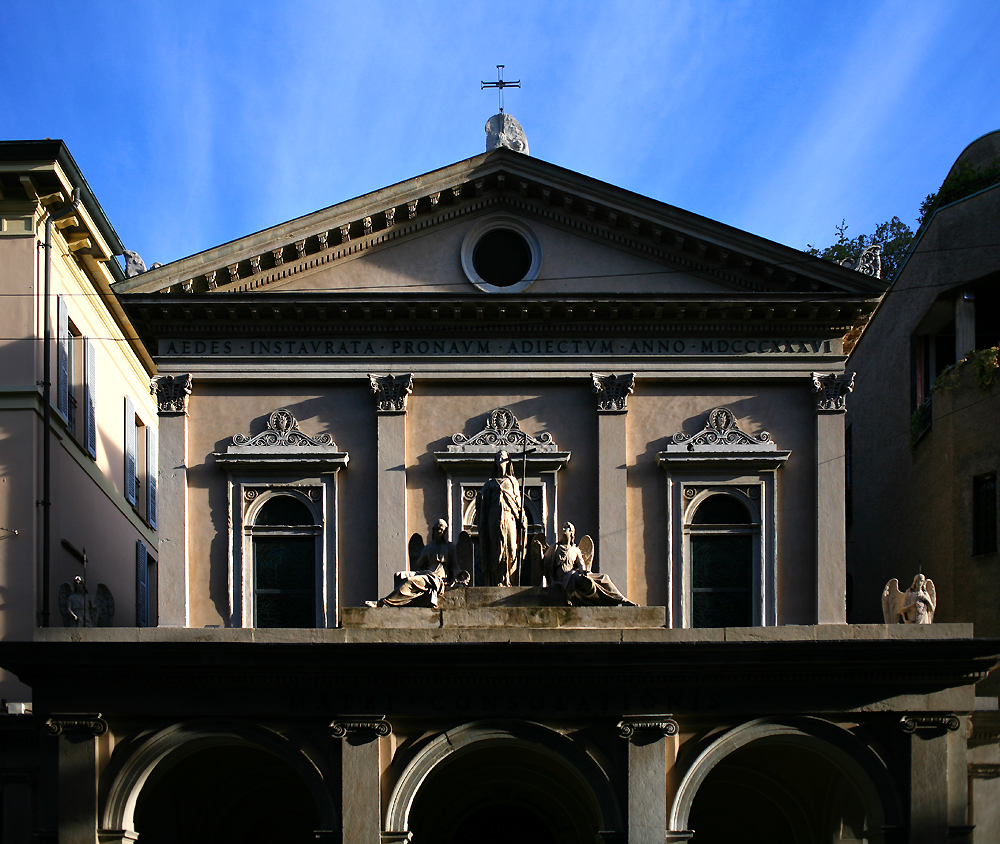
Il timpano del 1836 di Santa Maria della Consolazione, Milano

### Arte a Milano
- Gotico a Milano
- Rinascimento lombardo
- Arte del secondo Cinquecento a Milano
- Barocco a Milano
- Liberty a Milano